# Высокая готика
Высокая готика — архитектурный стиль, развившийся из ранней готики в северной Франции в самом конце XII века и существовавший по середину XIII века, когда сменился лучистым стилем. Важнейшими памятниками стиля являются соборы в Шартре, Реймсе, Амьене, Бове и Бурже. Характерные черты стиля — высокие пропорции, реалистическая скульптура для украшения, гармоничная и тонкая проработка профилировок и переплётов больших по сравнению с предыдущими эпохами окон, заполненных витражами, круглые окна-розы, светлые интерьеры. Часто считается высшим достижением готической архитектуры.

## Происхождение
Новый стиль может считаться иллюстрацией амбиций французских королей из династии Капетингов, в особенности Филиппа II Августа (правил с 1180 по 1223 год). Королевская власть постепенно распространялась из Иль-де-Франса на Нормандию, Бургундию и Бретань. В 1214 году при Бувине король нанёс поражение объединённым войскам Англии, Германии и Фландрии, после чего Франция стала самым могущественным и богатым государством Европы. Филипп Август ослабил власть старой знати и создал новую из богатых купцов и горожан, которые и финансировали строительство французских соборов. Король продолжал строительство собора Парижской Богоматери, основал Парижский университет, замостил улицы столицы и построил вокруг неё первую оборонительную стену и замок Лувр.
Покровительство со стороны королей помогало готической архитектуре и при преемниках Филиппа Людовике VIII и Людовике IX (Святом). Последний оплатил розы трансептов собора Богоматери и построил Сент-Шапель — первые образцы будущего лучистого стиля.

## Памятники
Архитектуру Высокой готики можно проиллюстрировать на примере четырёх крупных соборов, ставших образцами для других построек: Шартрского, Реймского, Амьенского и Буржского. Собор в Бове является примером доведения принципов Высокой готики до пределов возможного, что неоднократно приводило его к обрушению и не дало завершить строительство.

### Шартрский собор (1194–1225)
Шартр был процветающим торговым городом, ежегодно в праздники, связанные с Девой Марией, нём проходило 4 ярмарки. Также он служил точкой притяжения паломников к тунике, в которой якобы Мария родила Христа. История шартрских соборов, которые последовательно строились и гибли в пожарах, начинается с IV века. Последний разрушительный пожар произошёл в 1194 году, от него уцелели только крипта, башни и свежевыстроенный западный фасад. Отстройка собора началась в том же году на средства, пожертвованные Папой, богатыми горожанами, французским королём и, как ни странно, английским королём Ричардом I. К 1225 году строительство было практически завершено: стены возведены и украшены скульптурой, в окна вставлены витражи, и недоставало только семи шпилей. Полностью собор был освящён в 1260 году, и с тех пор не подвергался серьёзным переделкам, за исключением пристройки в 1326 году капеллы святого Пиата, крестителя Шартра и Турне (сер. III в.), оштукатуривания колонн на хорах и добавления мраморных барельефов в середине XVIII века.
Собор имеет 130 м в длину, высота под сводами нефа — 30 м, что в обоих измерениях больше, чем у Парижской Богоматери. Использование новой конструкции аркбутанов позволило сильно уменьшить трифорий без потери прочности стен, и увеличить окна. 
Нижняя часть западного фасада собора построена в 1134—1150 годах и является раннеготической по стилю, фасады южного и северного трансептов — высокая готика, как и скульптурное убранство шести порталов XIII века. Шпиль северной башни построен несколько позднее в пламенеющем стиле. Шартрский собор сохранил значительную долю своего первоначального витражного стекла тёмно-синего оттенка, который так и называется «шартрский синий». В витражах имеются панели в честь гильдий башмачников, торговцев рыбой, водовозов, виноградарей, кожевников, скорняков и каменщиков, которые жертвовали на строительство.

Шартрский собор
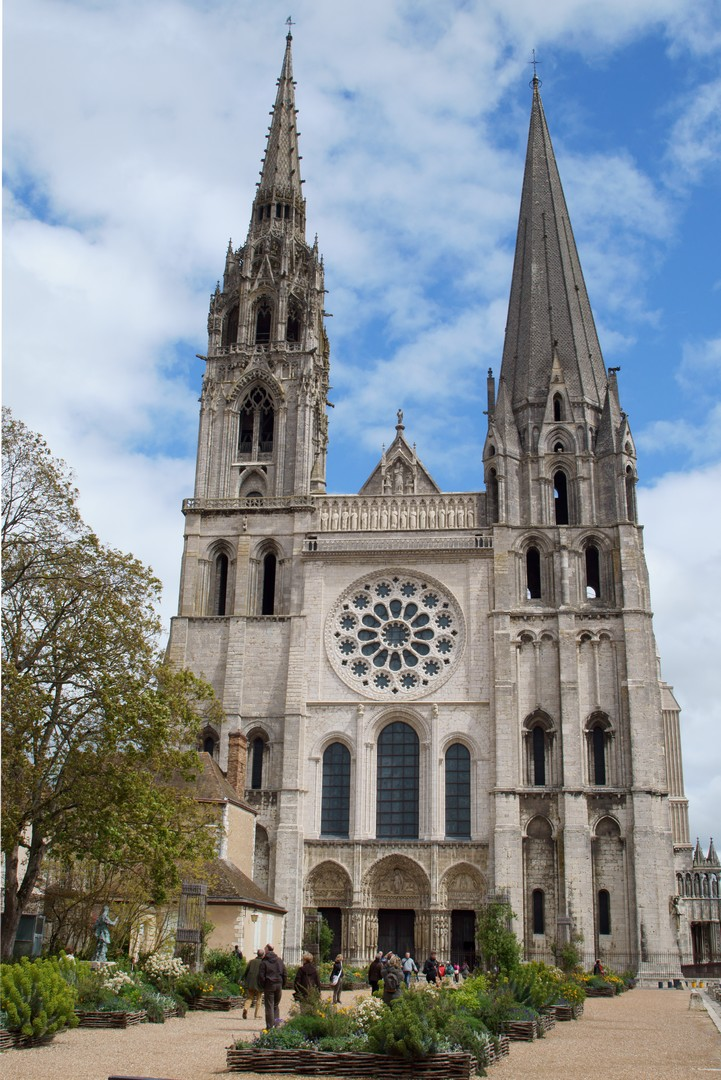
Западный фасад
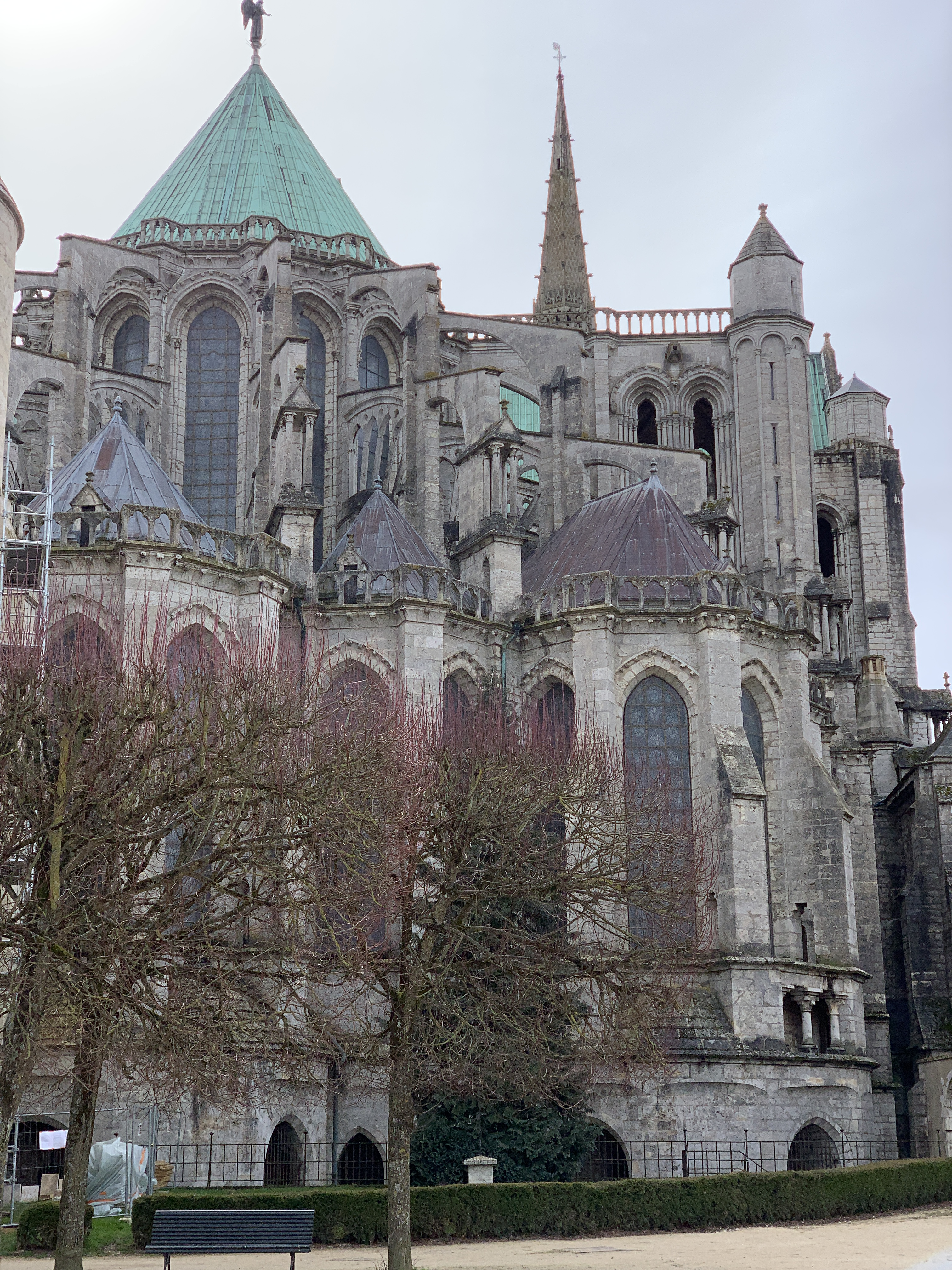
Восточная оконечность
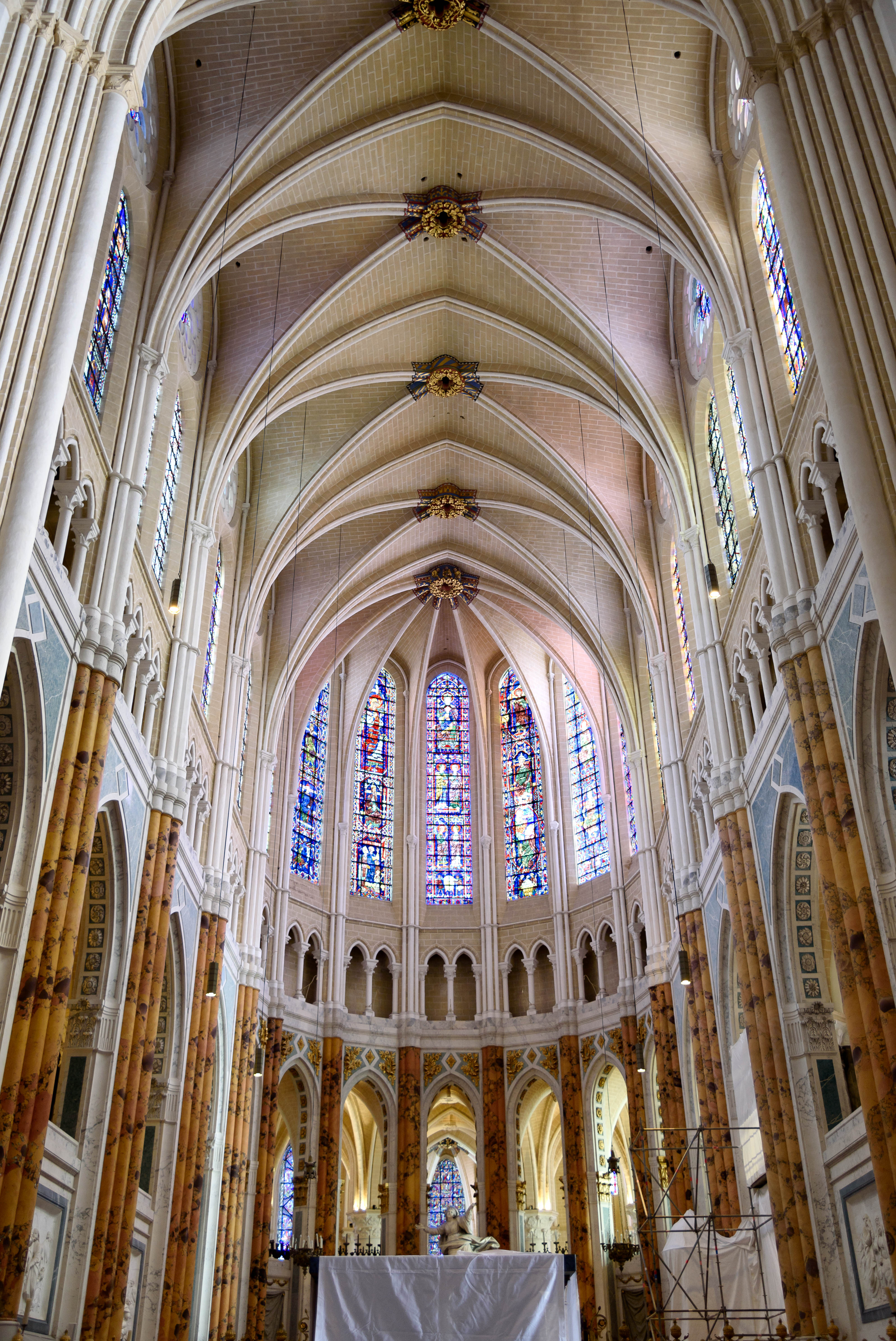
Хоры и апсида
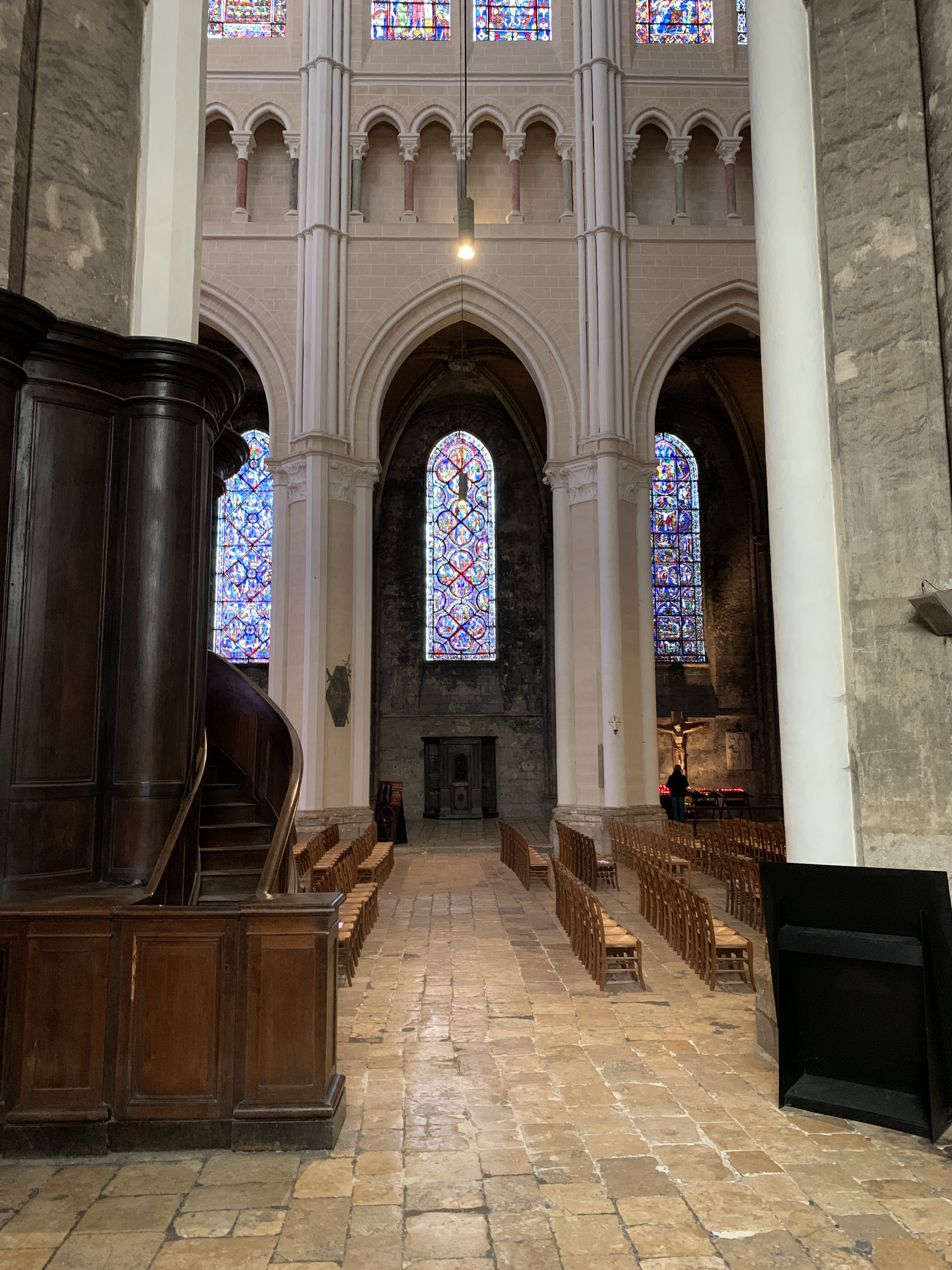
Нижний ярус и трифорий
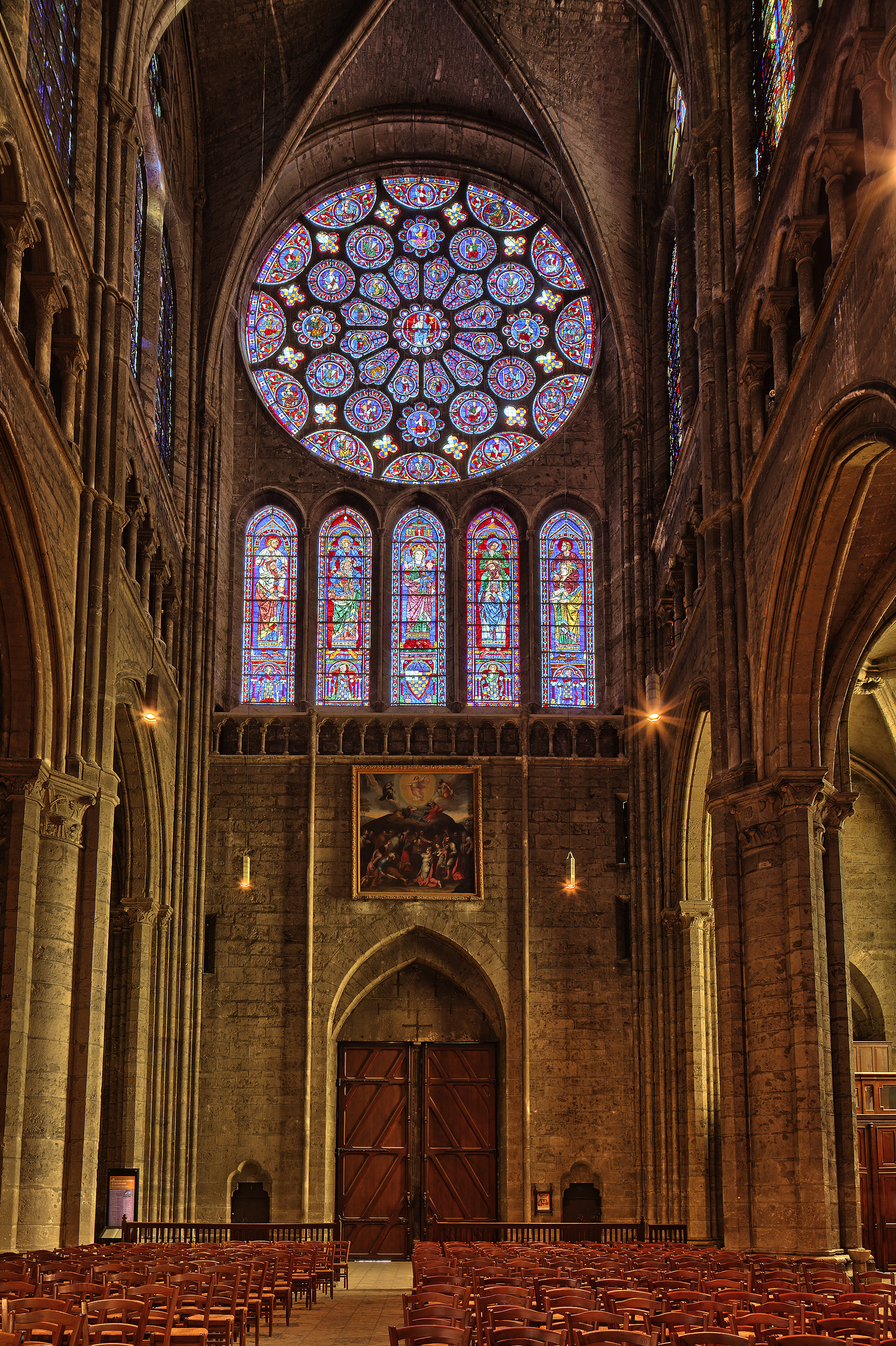
Роза трансепта, шартрский синий цвет
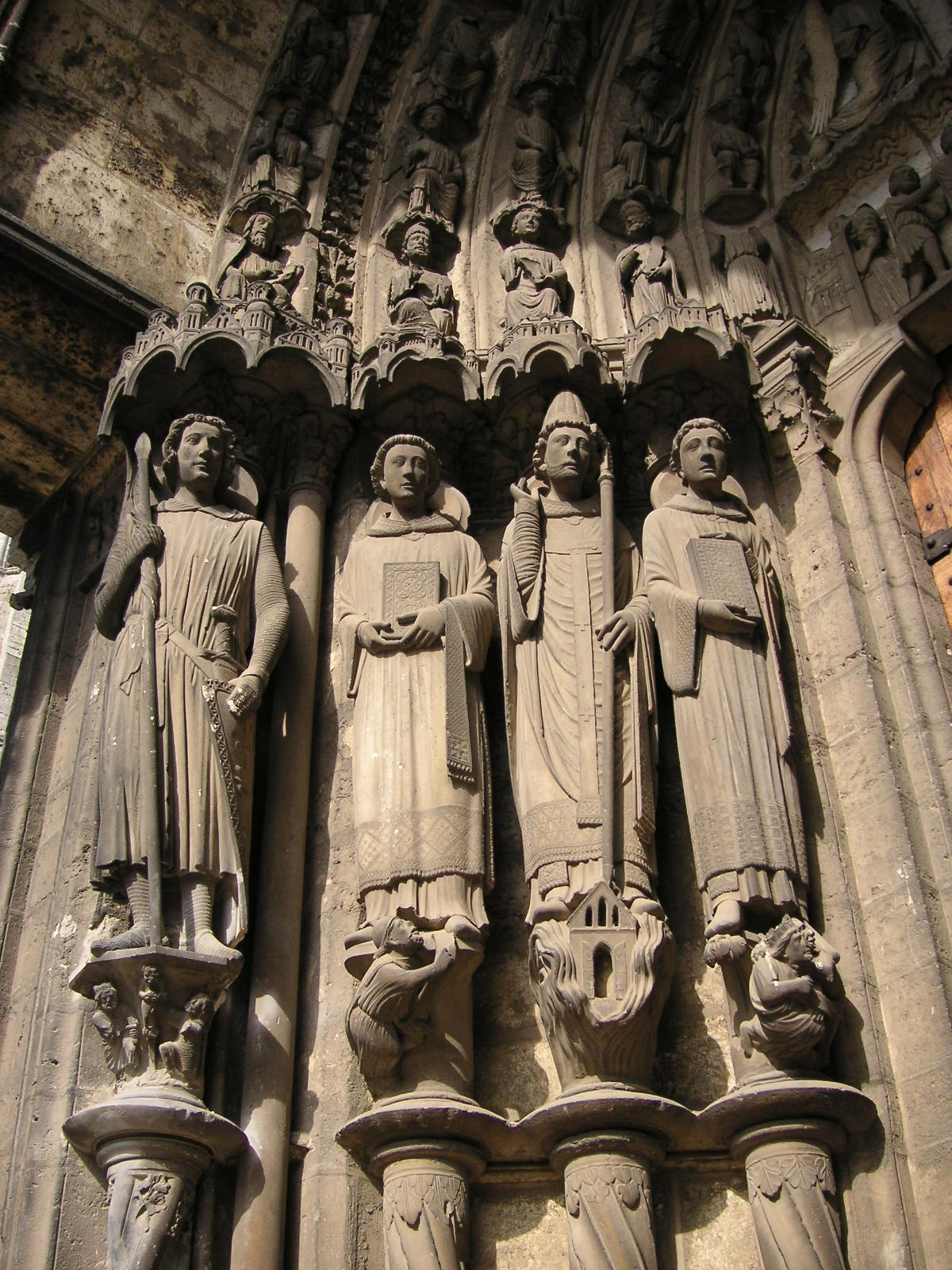
Христианские мученики с южного портала

### Реймский собор (начат в 1211 году)
В Реймсе короли из династии Капетингов короновались, поэтому храм имел особое значение. В 1210 году пожар практически уничтожил прежнее здание, после чего в 1211 году было заложено значительно более амбициозное и величественное. Из-за восстания в 1233 году работы прервались на три года. Хоры завершены в 1241 году, строительство фасада не начиналось до 1252-го, а колокольни окончены только в XV веке.
В отличие от многих соборов ранней готической эпохи, главный неф в Реймсе имеет не четыре, а три яруса, без галереи, отчего больше места остаётся окнам. Своды его также более совершенной четырёхчастной конструкции, в которой все опорные столбы одинаковые, в отличие от чередующихся толстых и тонких опор шестичастного свода. Это позволяет поднять своды ещё выше и придаёт интерьеру более гармоничный вид. Вместо ранней конструкции с чередованием прямоугольных столбов и круглых колонн, в нижнем ярусе применены квадратные столбы с четырьмя примкнутыми колонками, на которые опираются арки. В дополнение к большим розам трёх фасадов, небольшие круглые окна вставлены и над дверьми вместо традиционной скульптурной люнеты. Как в интерьере, так и на фасадах глухие стены покрыты переплётом, аналогичным оконному. Контрфорсы украшены табернаклями со статуями святых и увенчаны пинаклями. Таким образом, на фасадах собора помещено боле 2300 скульптур.

Реймский собор
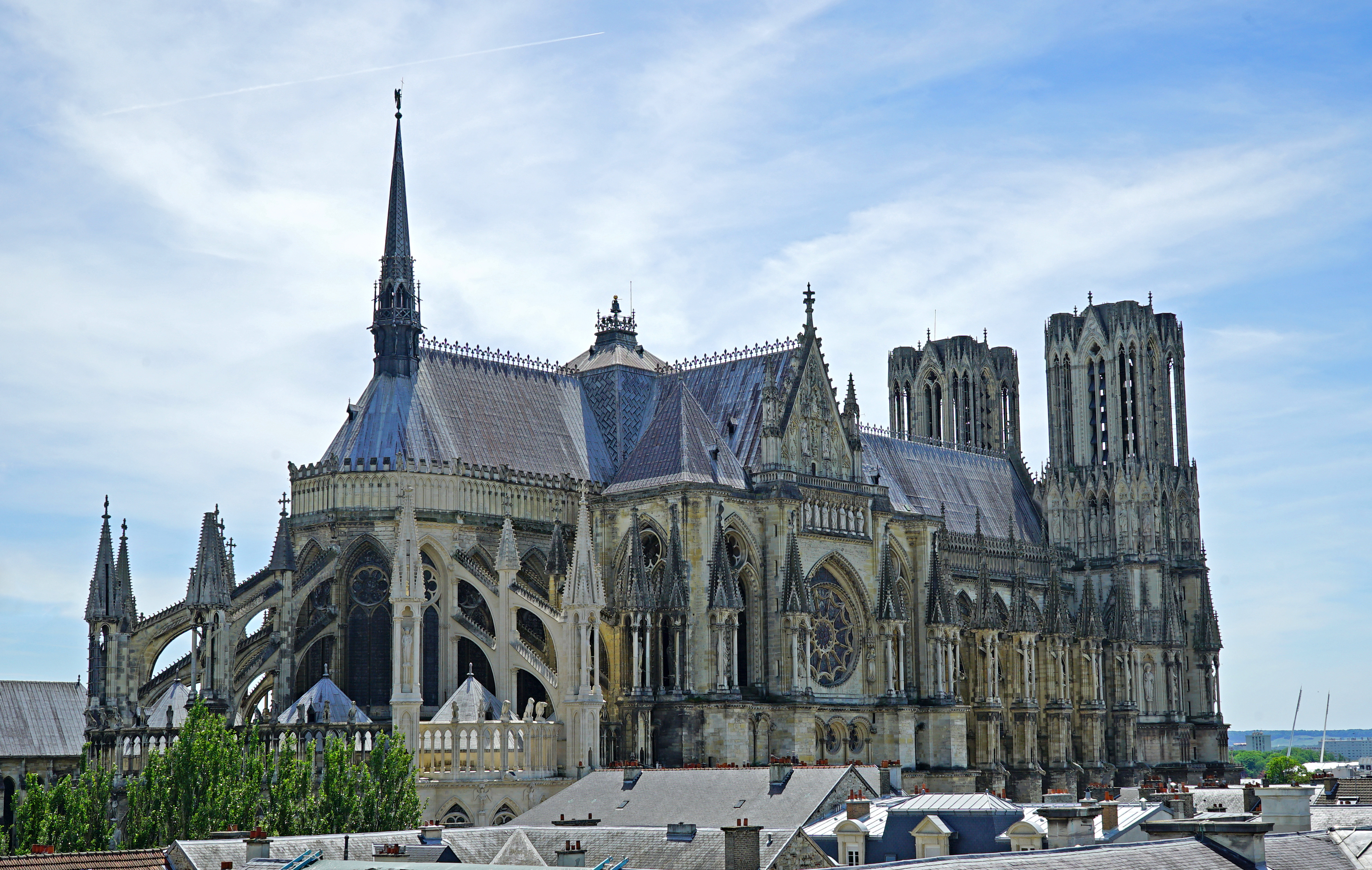
Вид с северо-запада
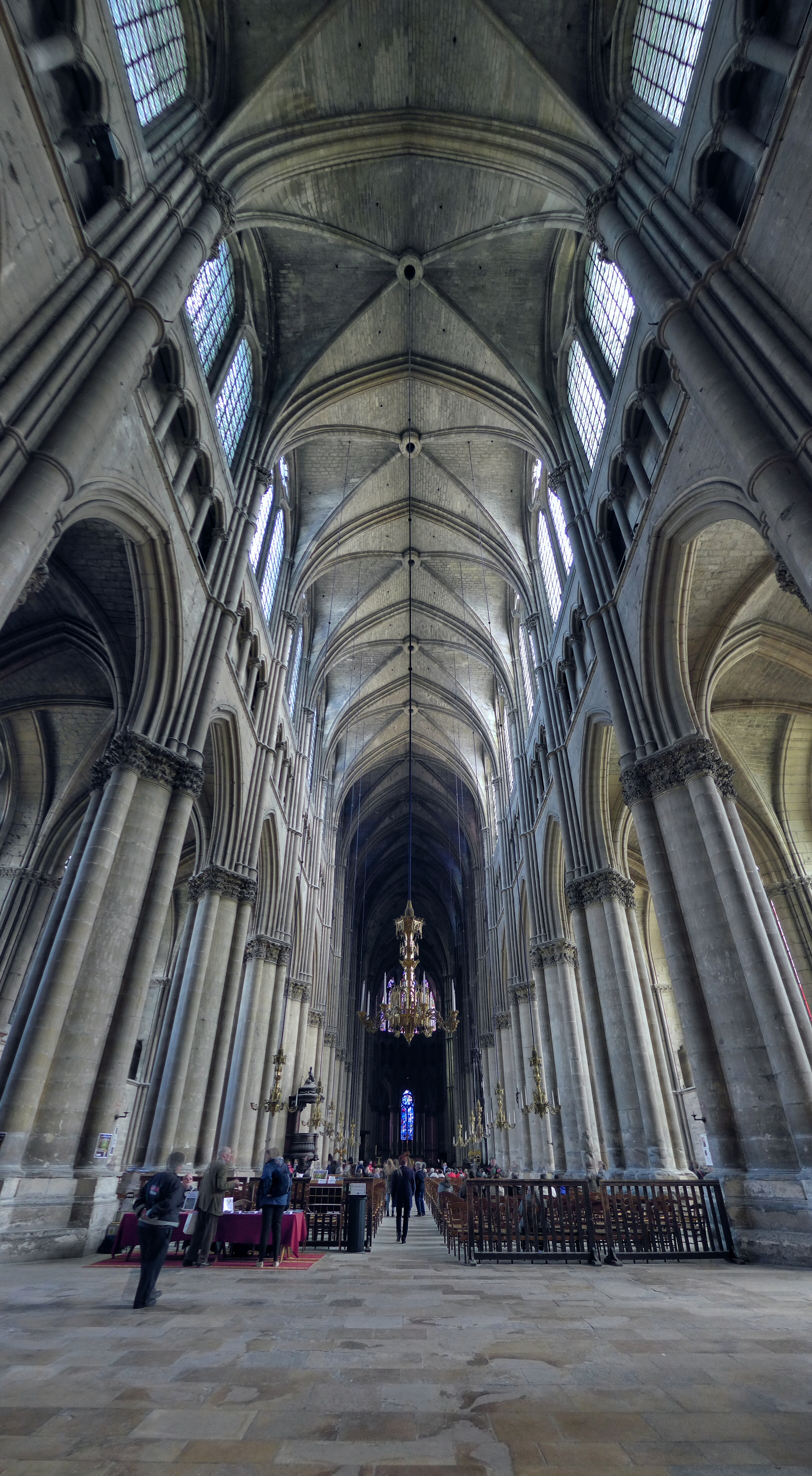
Неф: четырёхчастные своды, столбы с колонками
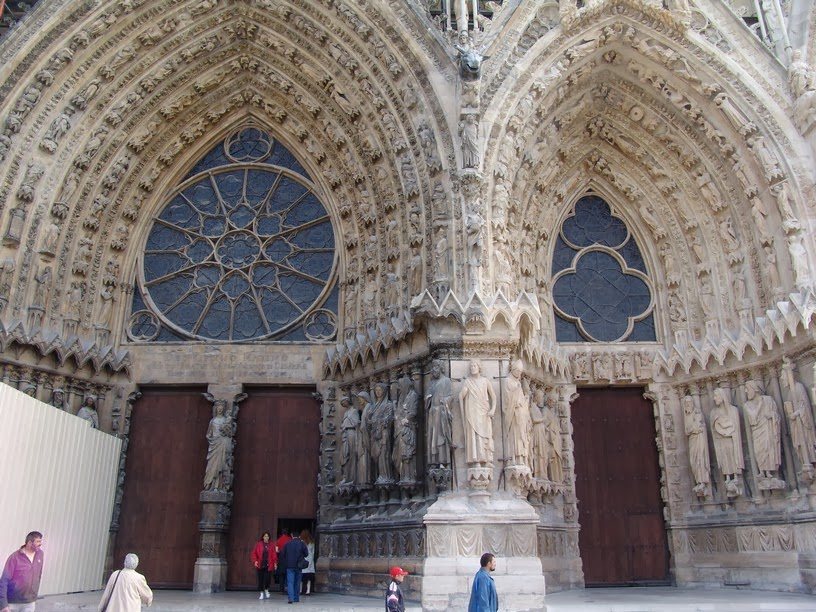
Центральный и правый портал с розами в люнетах
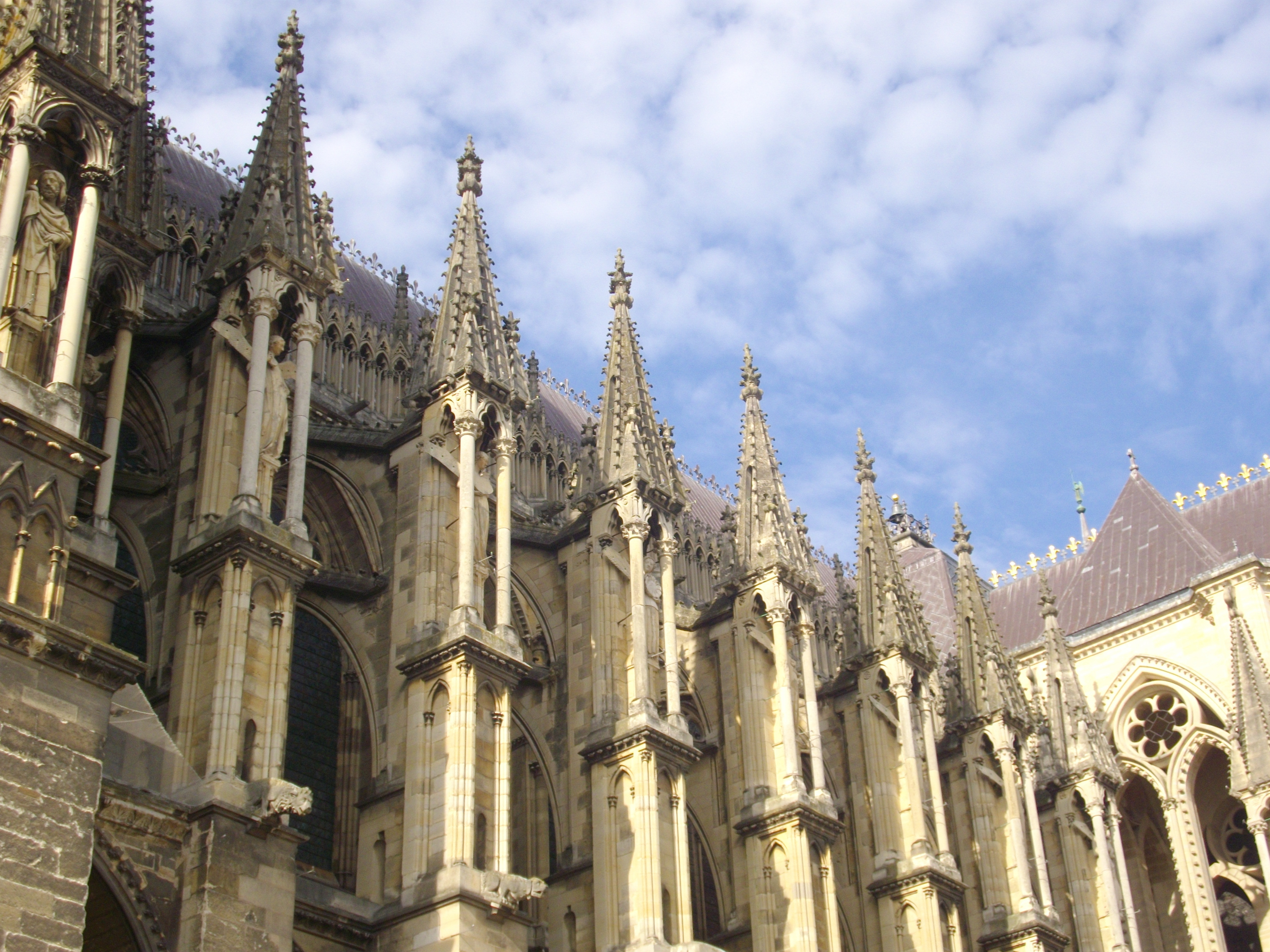
Контрфорсы с пинаклями и статуями в табернаклях

### Амьенский собор (1220–1266)
Собор в Амьене строился с 1220 года как самый большой собор во Франции, и стал таковым: длина его 145 м, ширина по трансептам 70 м, площадь  7700 кв. м. Неф был выстроен за 20 лет, хоры — в 1241—1269 годах. Необычно, что известны имена архитекторов собора, вписанные в лабиринт в полу нефа: Робер де Люзарш, Тома (отец) и Рено (сын) де Кормоны. 
Значительные размеры собора требовали заложить фундамент на глубину 9 м. Западная половина собора до трансептов трёхнефной планировки при длине в шесть секций, за средокрестием пятинефные хоры, завешённые полукруглой апсидой с обходной галереей и венцом из семи радиально расположенных капелл. Вертикальное строение Амьенского собора такое же, как в Реймсе и Шартре — трёхъярусное, но иных пропорций: нижняя аркада очень высокая, высотой 18 метров, и равна высоте трифория и оконного яруса, вместе взятых. Глухой трифорий также более сложной, чем в Шартре, конструкции: в каждой секции по два стрельчатых проёма, в каждом из которых три ланцета, увенчанных трилистником. Окна верхнего яруса также достаточно сложного строения: в нефе каждое разделено на 4 ланцета, увенчанных тремя малыми розами, а в трансепте число ланцетов доходит до восьми.
Высота сводов Амьенского собора достигает 42,5 м, они опираются на массивные столбы с четырьмя примкнутыми колонками, создающими в интерьере нефа господство вертикальных линий. Такая большая высота стен возможна благодаря высоким контрфорсам, которые подпирают их при помощи двухпролётных аркбутанов.
Высокого качества скульптура украшает порталы собора. В состоянии, близком к оригинальному, находятся 52 статуи. Наиболее ценная скульптура — на центральном портале западного фасада, тема её — Страшный суд, в центре композиции — статуя благословляющего Христа. В 1992 году в ходе масштабной чистки обнаружены следы краски ярких цветов, которая воспроизводится по ночам цветной подсветкой.

Амьенский собор
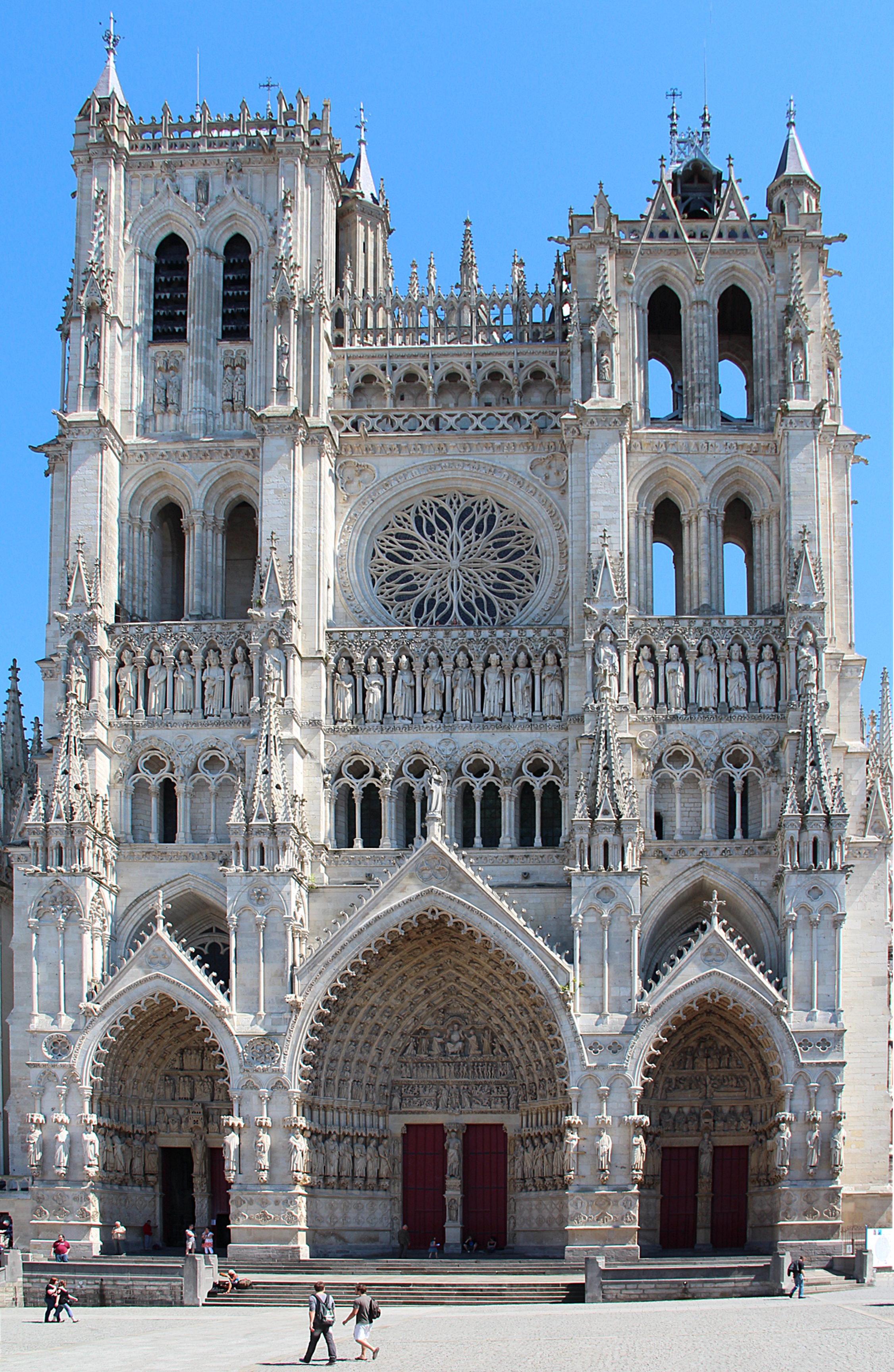
Западный фасад
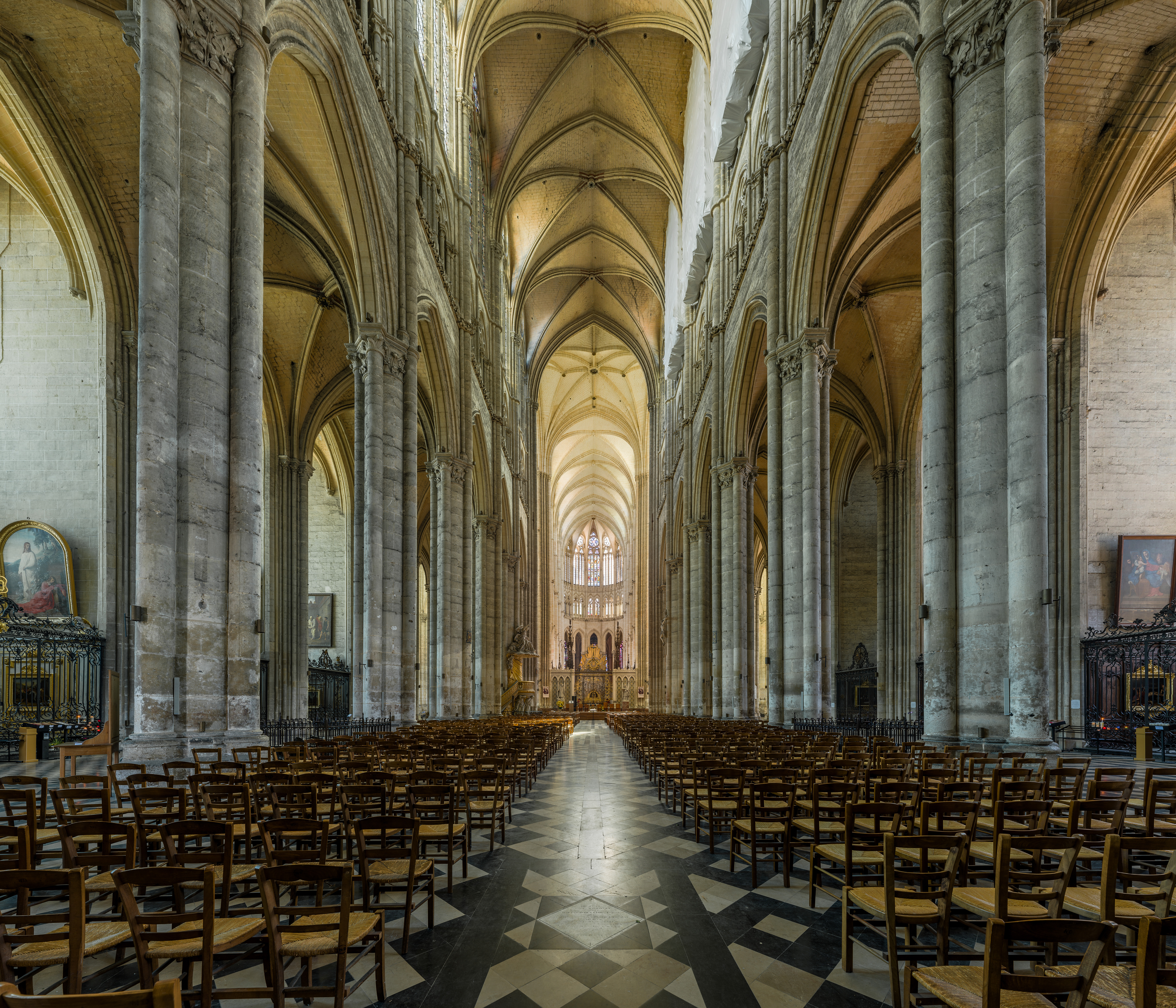
Неф, вид к востоку
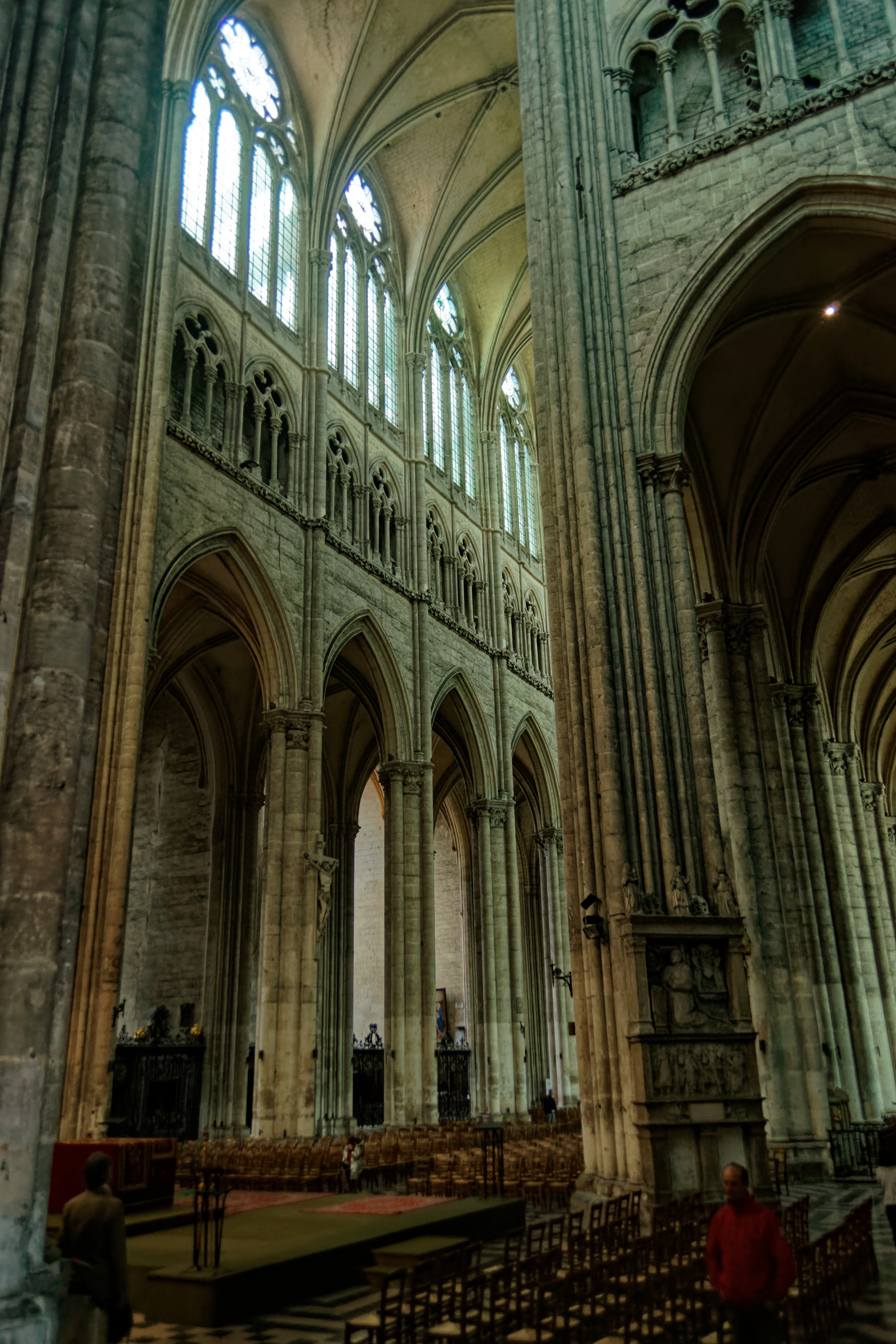
Вертикальное строение нефа
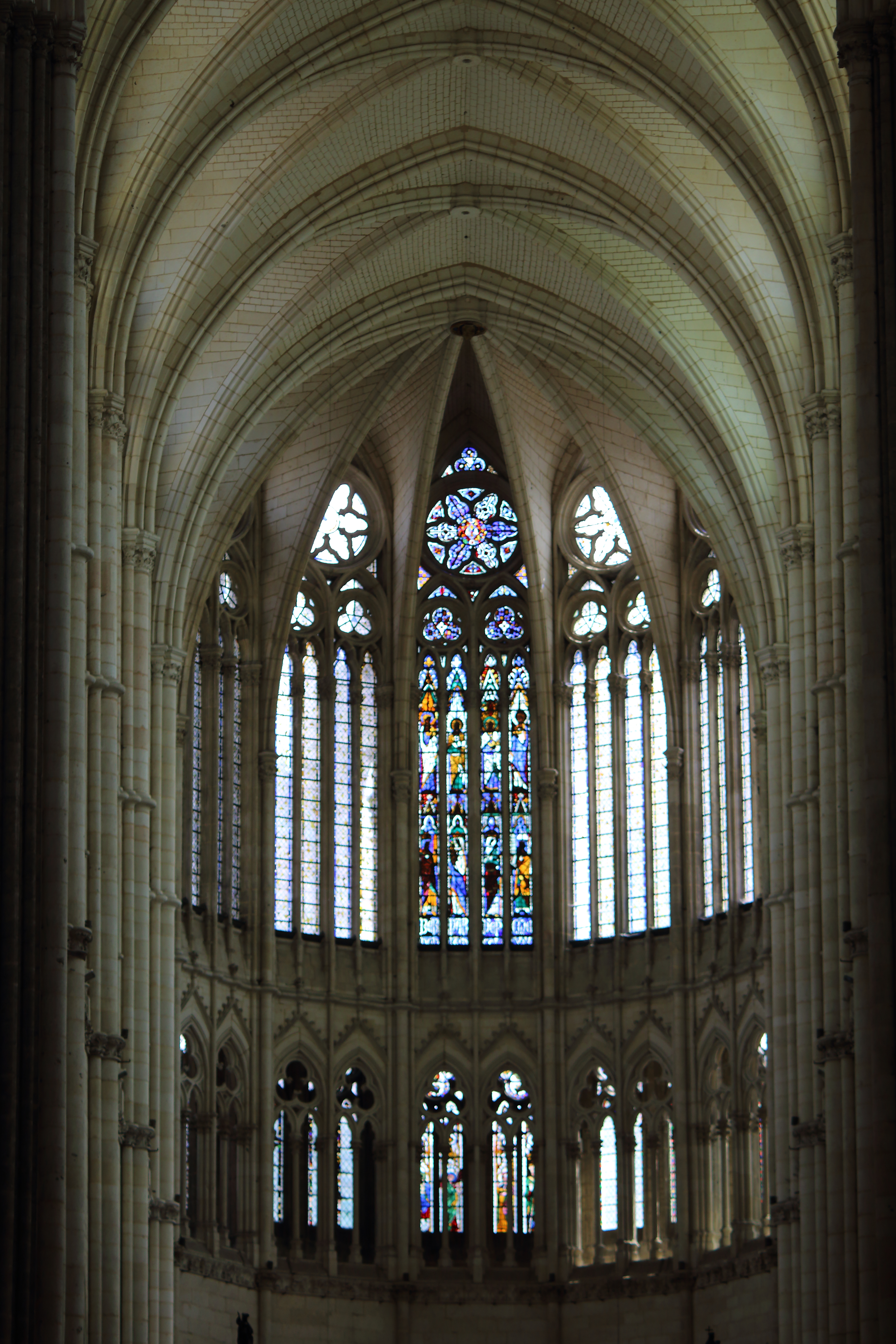
Апсида
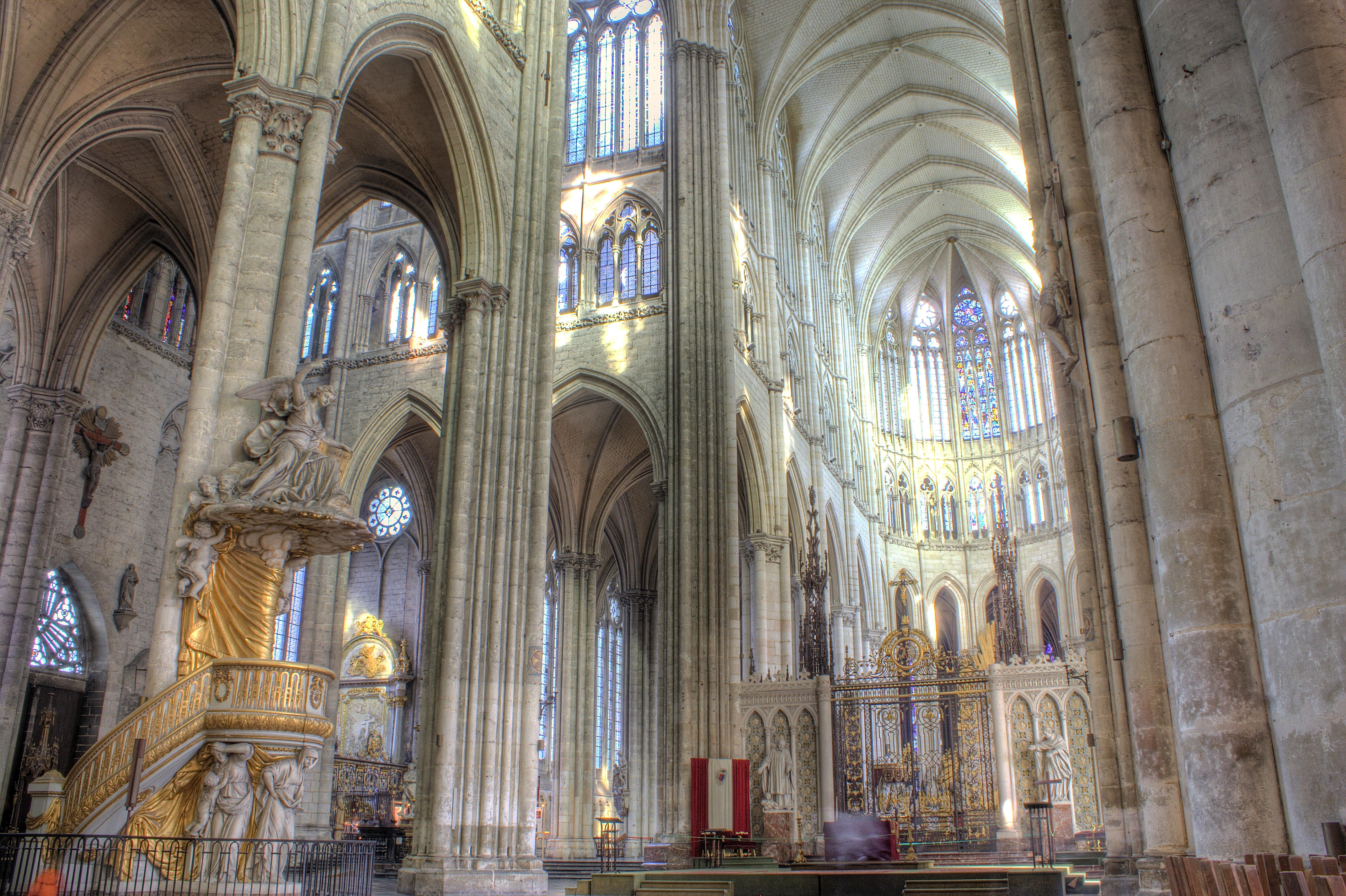
Средокрестие
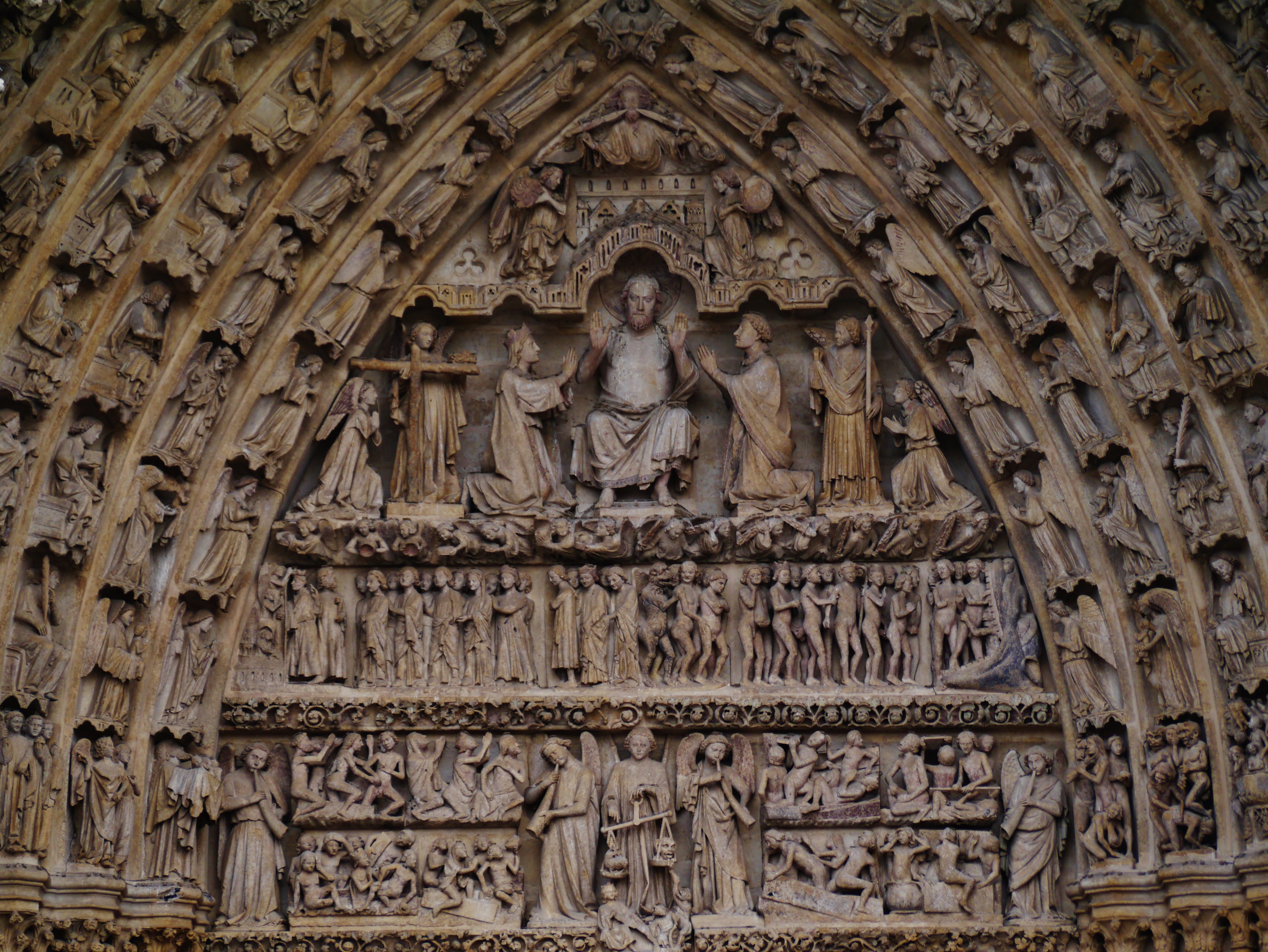
Портал Страшного суда

### Собор в Бурже (1195–1230)
В то время как большинство соборов Высокой готики следует плану Шартрского, собор в Бурже с подачи епископа Анри де Сюлли, брата епископа Парижского Одо де Сюлли, следует пятинефной во всю длину планировке собора Парижской Богоматери и принимает архаичные шестичастные своды на квадратном плане для главного нефа. При этом, по примеру Шартра, вертикальное строение нефа тут также упрощено до трёх ярусов. Глухой трифорий в виде простой ленты, опоясывает главный неф во всю длину. Неравной мощности опоры, которых требует шестичастная конструкция сводов, при этом умело скрыты их конструкцией: цилиндрический столб с восемью колонками. Высота нижней аркады составляет уже 21 м, как и высота внутренних боковых нефов. Высота внешних боковых нефов — 9 м, а центрального — 37,5 м.
Шестичастный свод в целом тяжелее четырёхчастного, поэтому стены в соборе более толстые, и контрфорсы для противодействия силам распора требуются более мощные. Аркбутаны в Бурже примыкают к стенам под необычно острым углом.
Буржский собор не только высок, но и кажется длиннее, чем в действительности (120 м), это впечатление в интерьере создаётся непрерывностью нефа и отсутствием трансептов.
Шартр чаще становился образцом для более поздних зданий, но Бурж тоже оказал влияние на соборы в Ле-Мане, Бове и Толедо, которые переняли систему из пяти нефов различной высоты.

Буржский собор
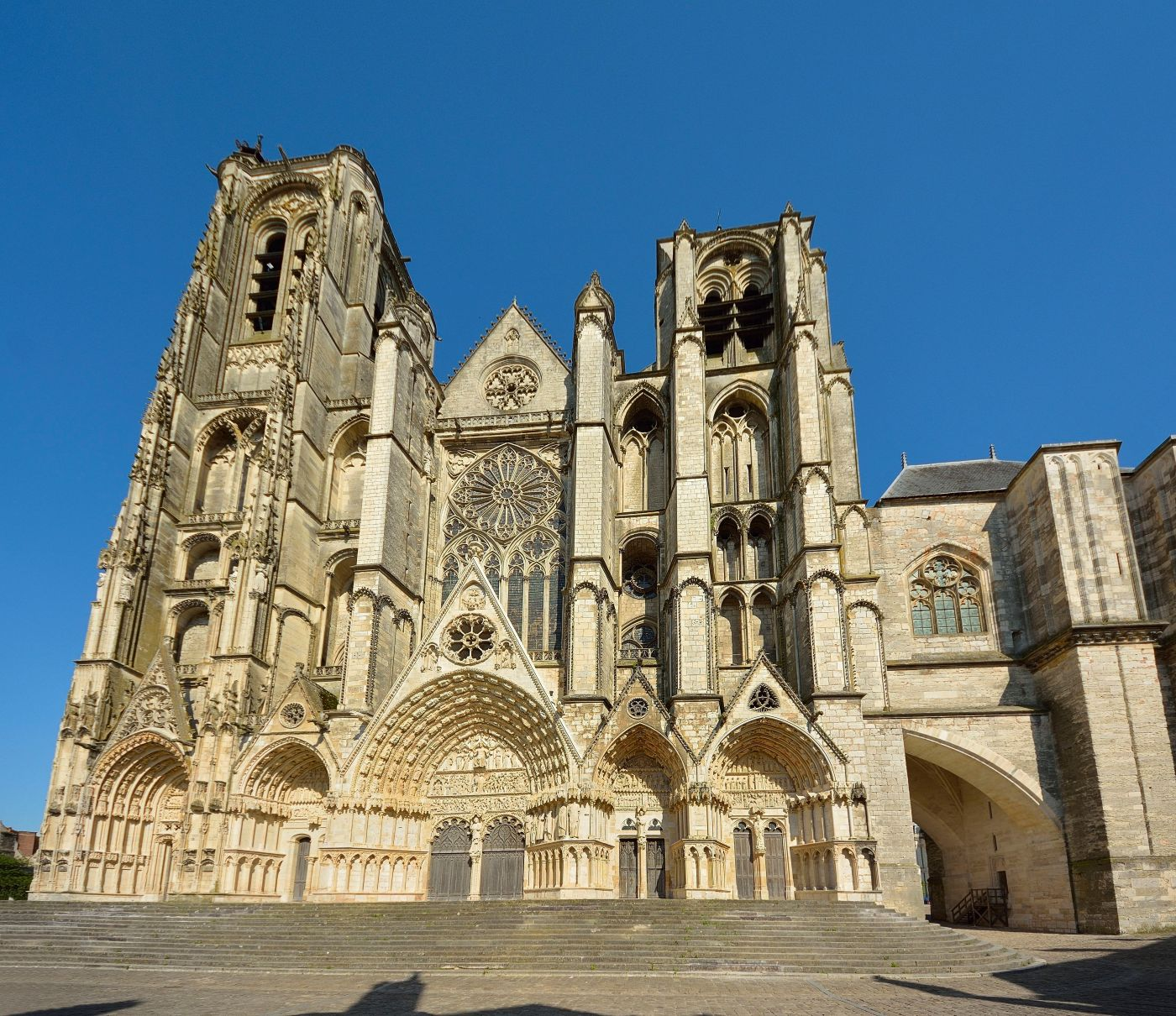
Западный фасад
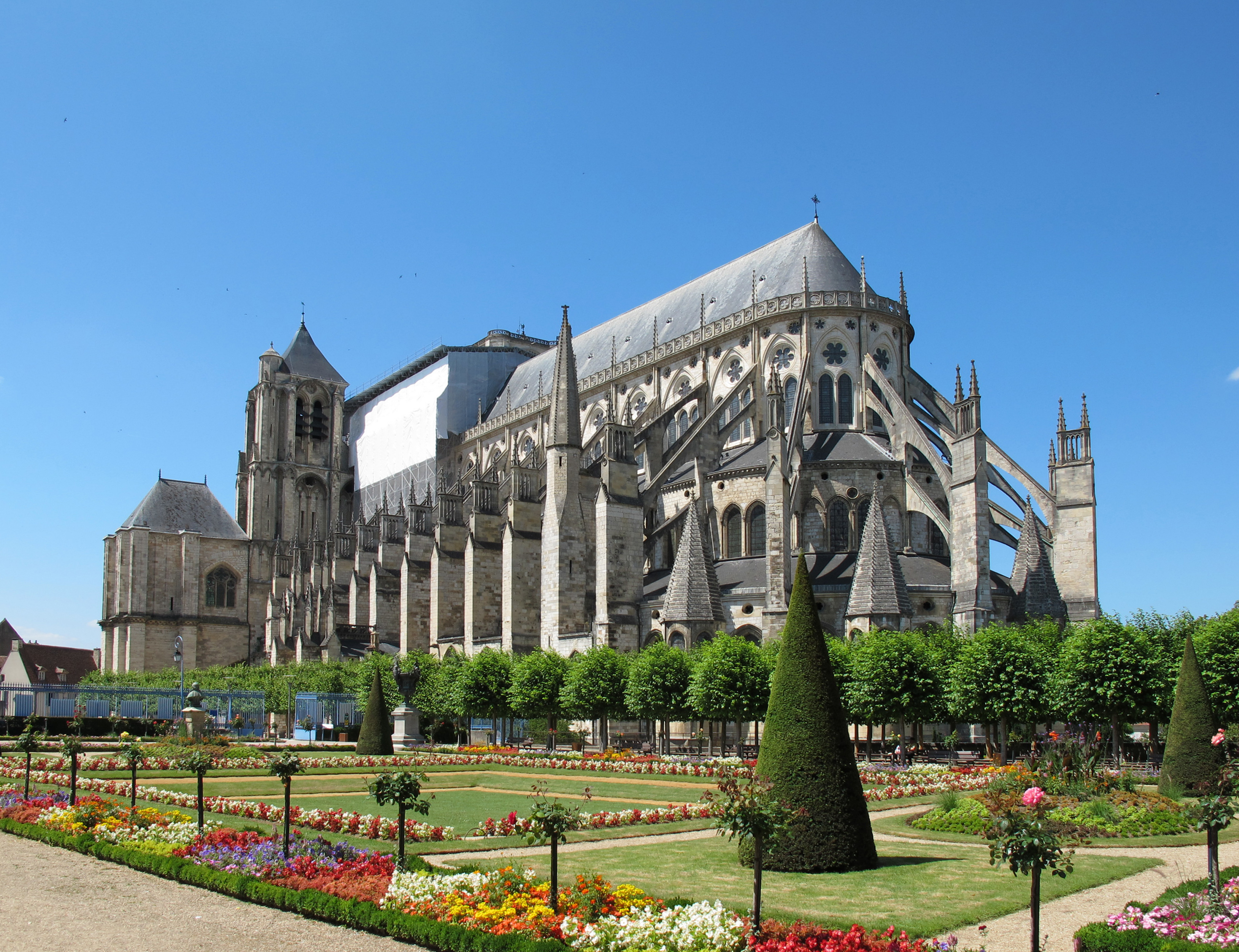
Вид с юго-востока
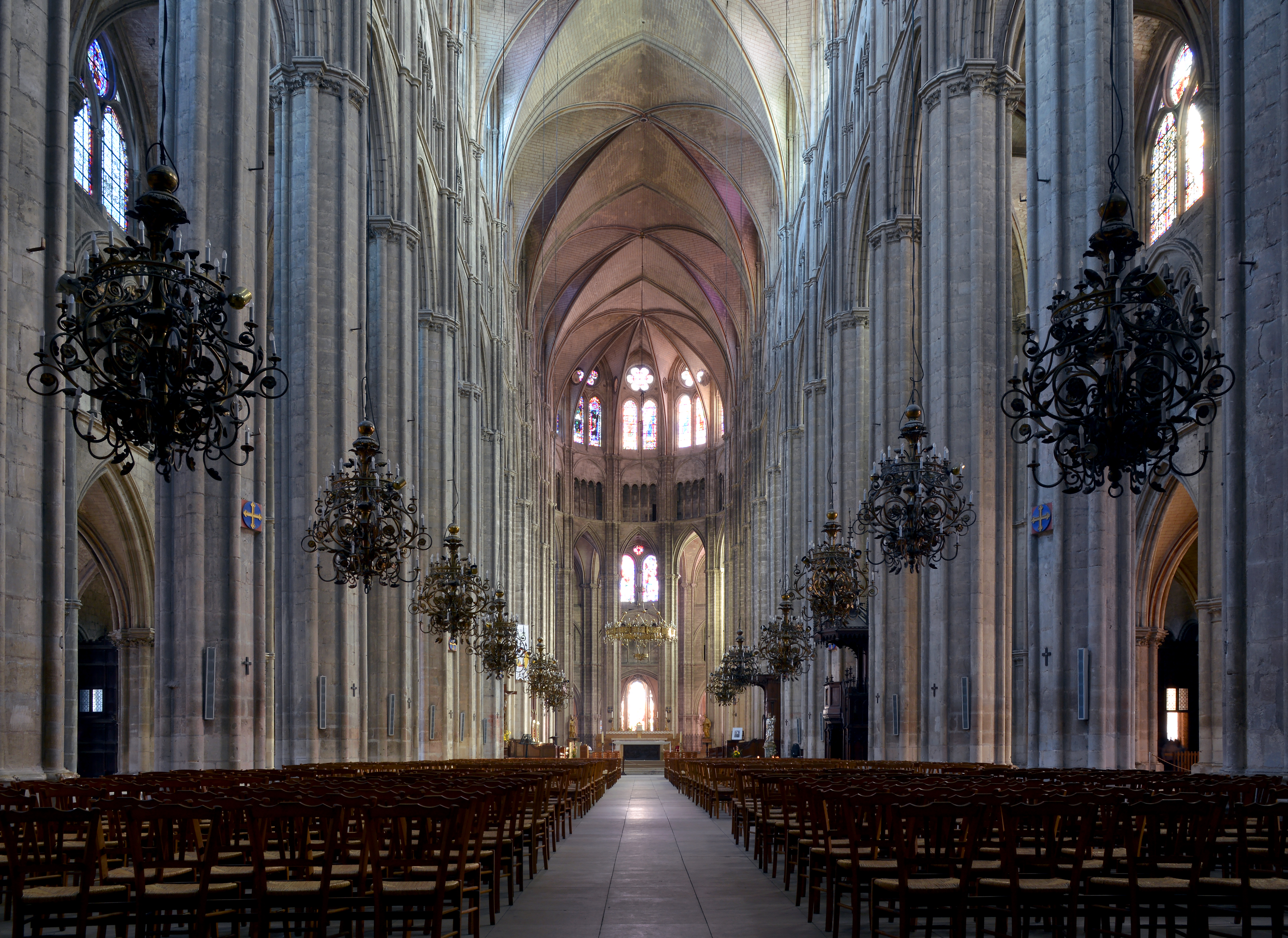
Неф, вид к востоку
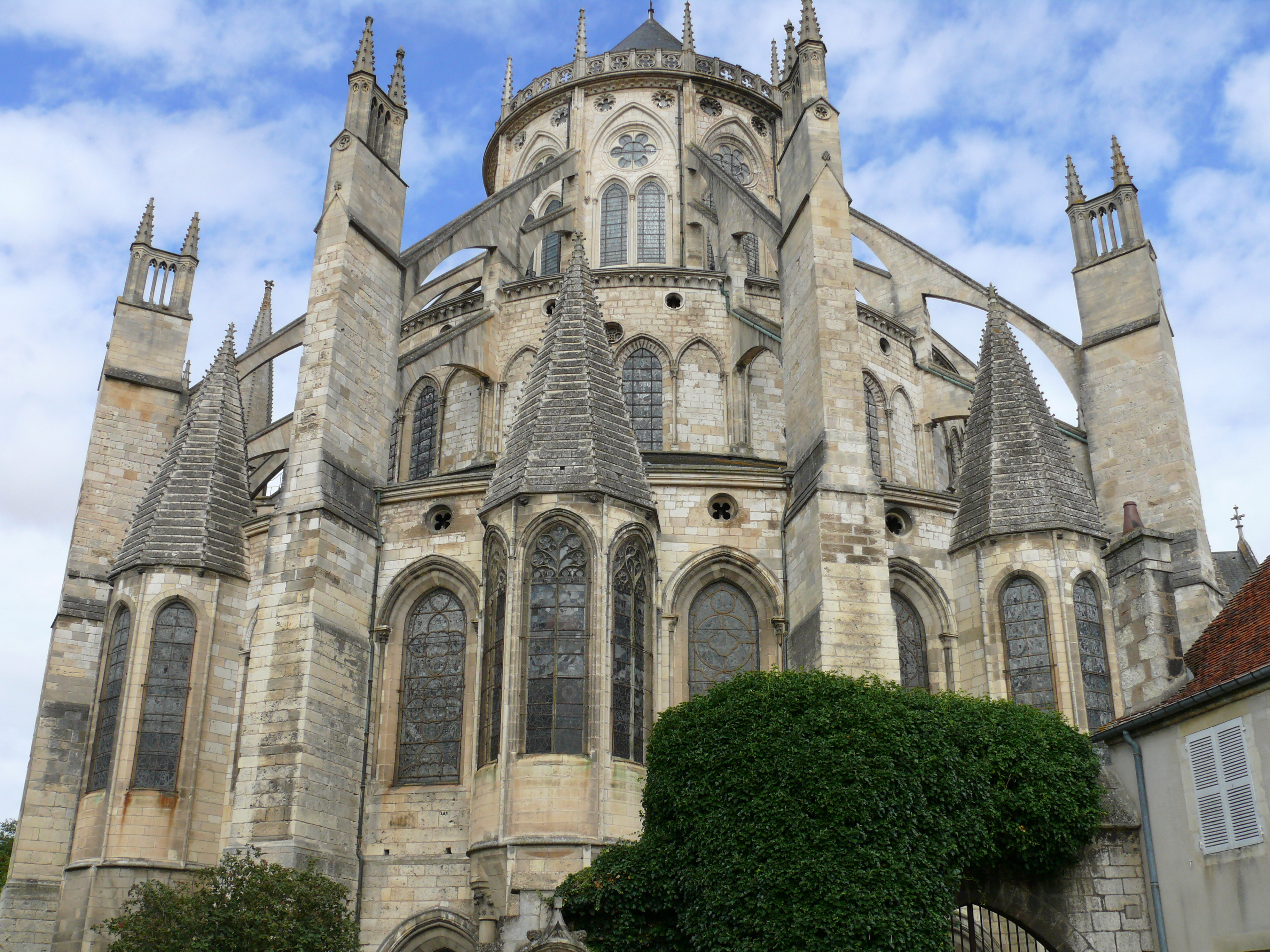
Апсида, окружённая обходной галереей и венцом капелл

## Собор в Бове (начат в 1225 году)
В Пикардии находится самый несчастливый собор эпохи высокой готики, который так и не удалось достроить. Его строители поставили перед собой амбициозную задачу построить самый высокий главный неф, и на хорах собора под центральными сводами было 48,5 м, но в 1284 году они обрушились, вероятно, из-за слабых фундаментов и стен. Хоры были восстановлены, обстроена апсида, добавлены трансепты в пламенеющем стиле, и в 1569 году завершена башня на средокрестии высотой 153 м (500 футов), сделав собор в Бове высочайшей постройкой в мире. Рекорд продержался 4 года, в 1573 году башня обрушилась. Часть оставшегося здания была реконструирована и укреплена, но башню уже не восстановили, и западную часть не построили. По состоянию на XXI век в трансепте установлены металлические распорки.

Собор святого Петра в Бове
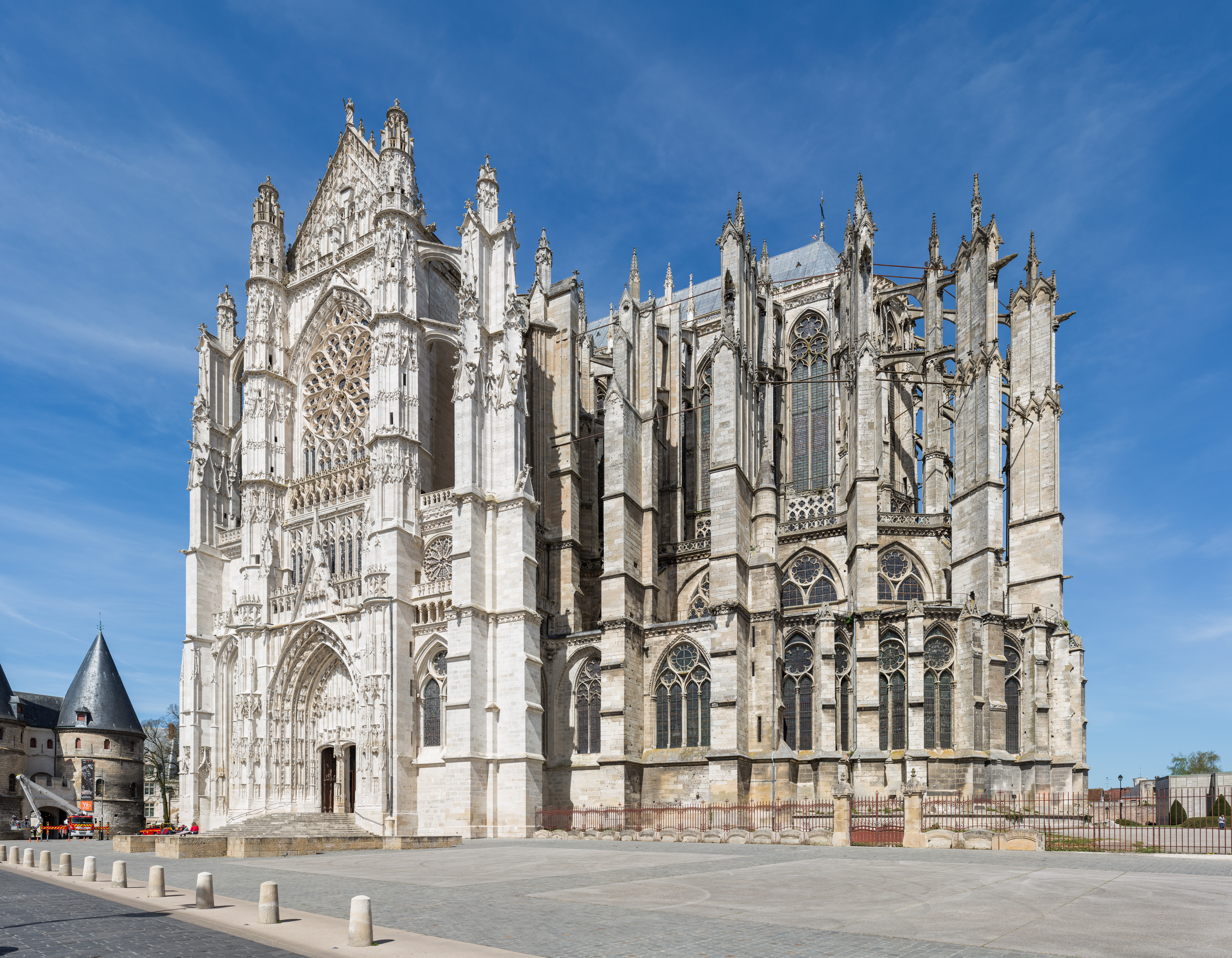
Вид с юго-востока
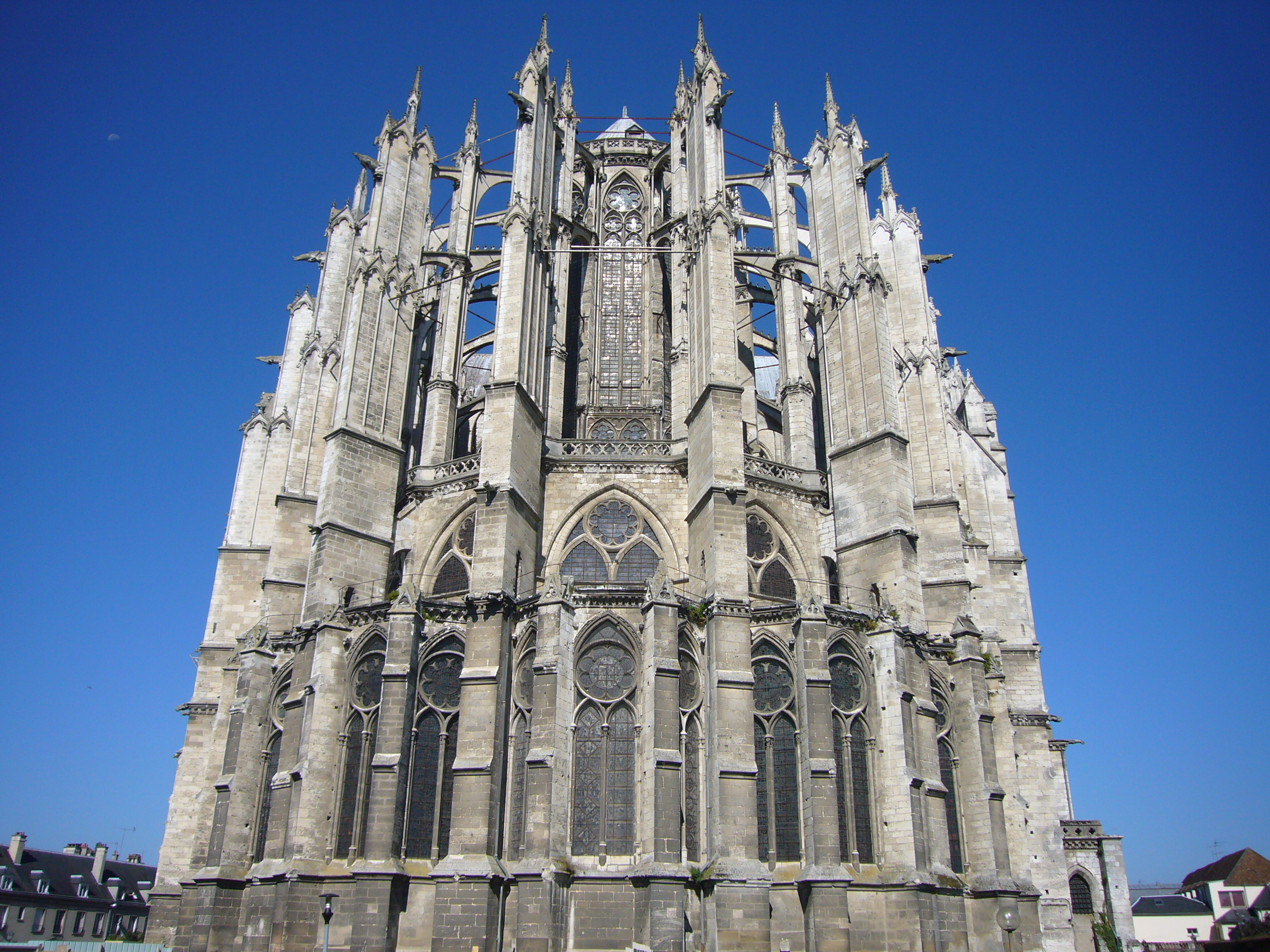
Апсида
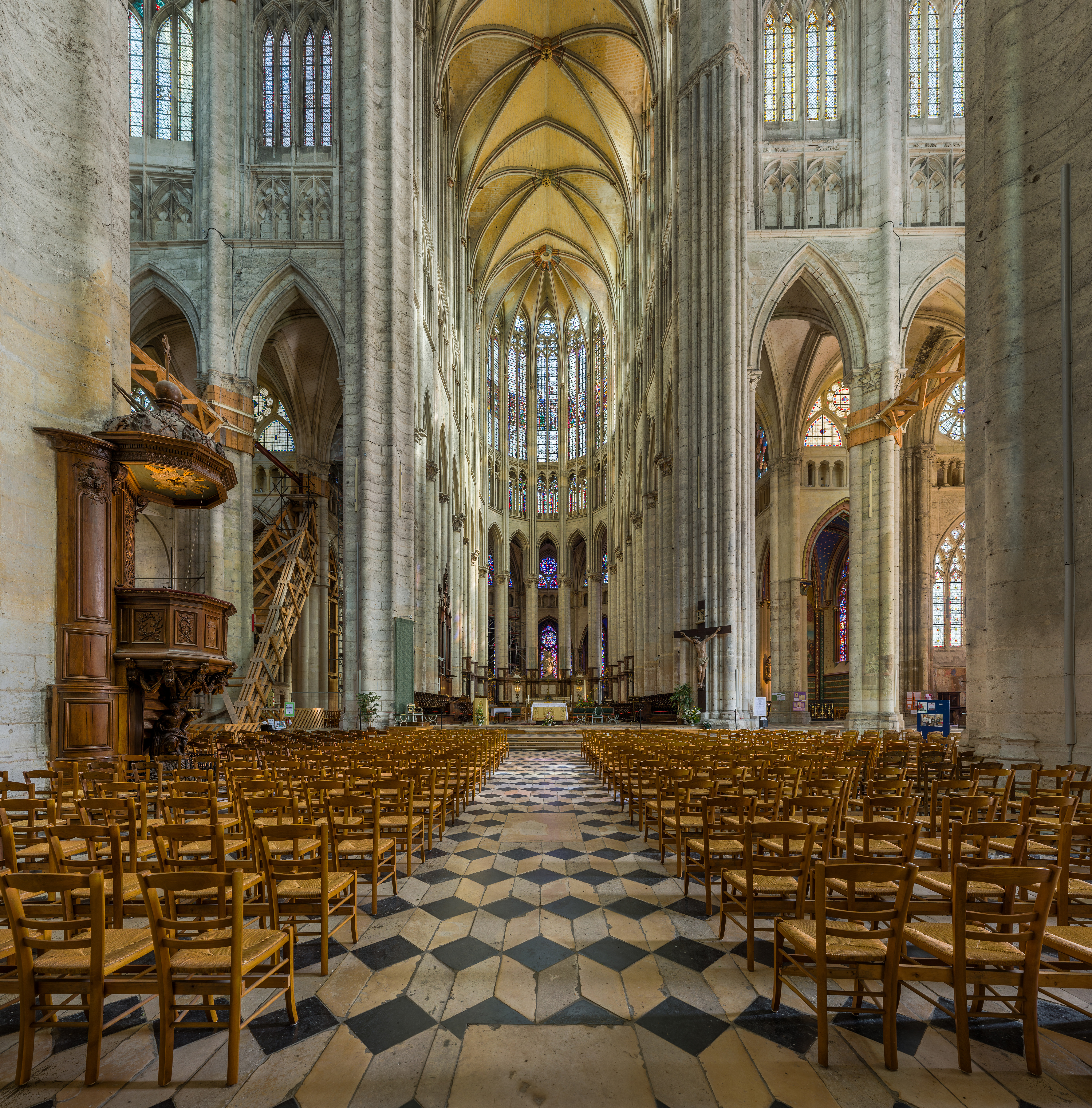
Средокрестие
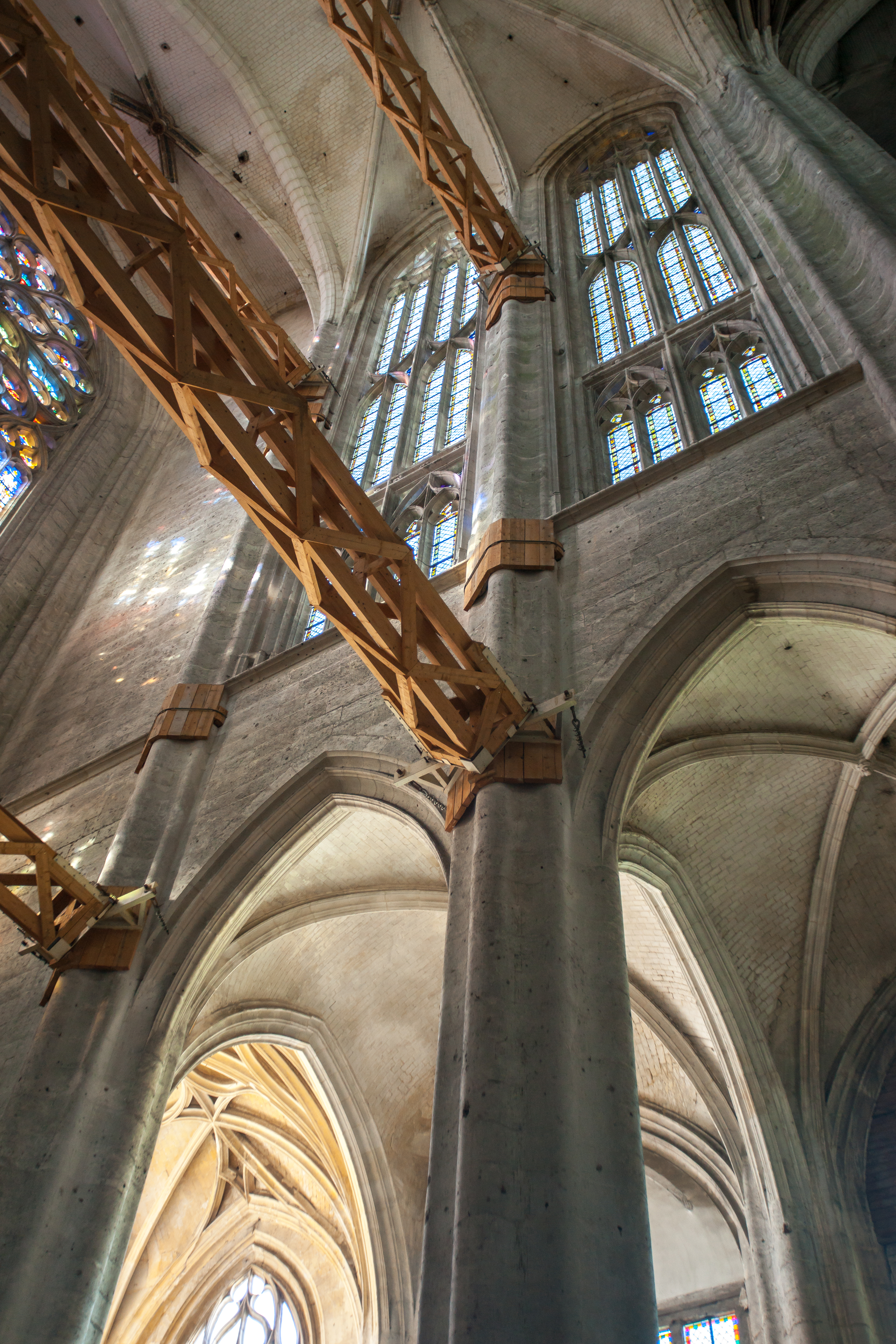
Распорки в южном трансепте

## Описание

### План
В плане соборы Высокой готики достаточно сильно похожи. Они характеризуются большой длиной и шириной, короткими трансептами и максимальным полезным пространством для многочисленных паломников и посетителей пышных служб. Интересной деталью собора в Шартре является наклонный пол, сделанный специально для удобства уборки, потому что паломники проводили в храме ночь.
В романскую эпоху крупные церкви были монастырскими, что накладывало отпечаток на их планировку: монахам требовался отдельный вход на длинные хоры и развитый трансепт, в то время как для паломников необходимы были нартекс и боковые нефы как галереи для прохода в крипту с реликвиями. Основными памятниками Высокой готики являются городские соборы, предназначенные для мирян. В связи с тем, что реликвии выставляются у алтаря, крипта либо исчезает, либо, как в Шартре и Бурже, становится отдельной церковью. Верхний ярус боковых нефов упраздняется. Находят, что пятинефный план затрудняет обзор алтаря и богослужения из-за большого количества столбов, и западная половина собора становится трёхнефной (Шартр, Реймс, Амьен). Внешнее пространство между контрфорсами застраивается капеллами, в том числе и у более ранних соборов, как, например, в соборе Парижской Богоматери в 1240-е годы. В связи с этим торцы трансепта в Париже оказались утоплены в боковую стену, с чем нельзя было мириться, и относительно недавние фасады были снесены и выдвинуты вперёд в середине XIII века, что дало крупнейшие розы следующего, лучистого стиля.
Уменьшение размеров трансептов и хоров вызвано тем, что они были предназначены для монахов, роль которых в городских соборах Франции ничтожна. В Бурже эта тенденция доходит до логического завершения — трансепт пропадает вовсе, но затем, с появлением трёхпролётного нефа, трансепт возвращается, чтобы вернуть в план церкви символику креста под влиянием проповеди новых, более мистических орденов францисканцев и доминиканцев. В Англии, где кафедральные соборы были при монастырях, готическая конструкция сводов применялась к типично романскому плану с длинными хорами и трансептами.

Планы
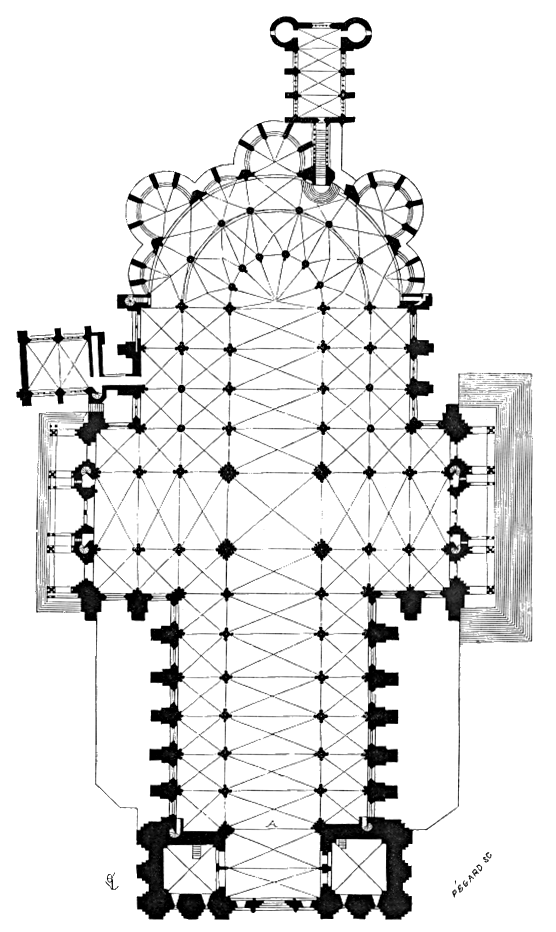
Шартрский собор (1194–1260)
Реймский собор (начат в 1235)
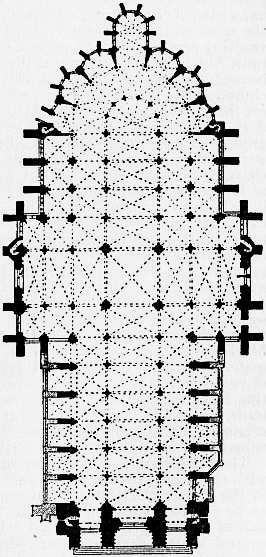
Амьенский собор (1220–1266)
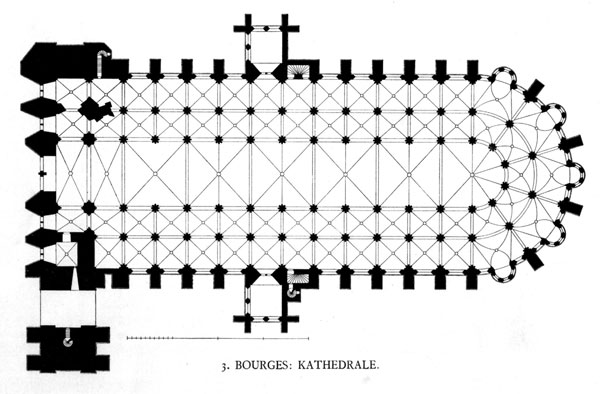
Буржский собор (1195–1230)
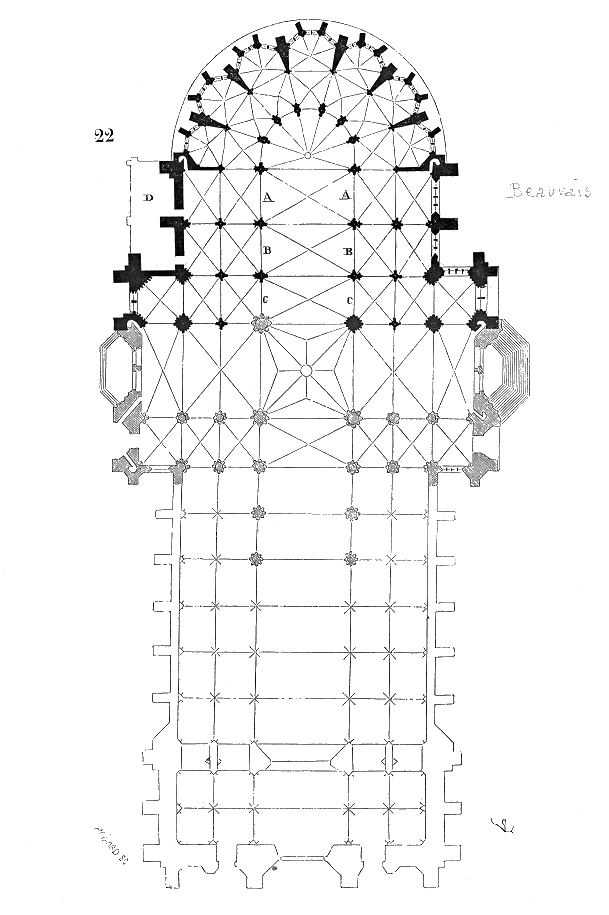
Собор в Бове (1190–1255, пустым контуром — никогда не построенная часть)

### Вертикальное строение
Развитие каркасной системы готической архитектуры и растущий опыт архитекторов в её применении приводят к тому, что стены продолжают утрачивать свою массивность, превращаясь в отдельные опорные столбы. Ранее верхние галереи бокового нефа и развитый трифорий строились для увеличения жёсткости каркаса в плоскости стены, но во всех основных памятниках Высокой готики, кроме архаизирующего Буржского собора, галерея упраздняется, трифорий уменьшается, а высота нижней аркады неуклонно растёт, достигая половины высоты центрального нефа. Окна верхнего яруса также растут, превращая его в сплошной фонарь из светлого гризайлевого витража, в отличие от плотных цветов более ранних стёкол.
Буржский собор стоит особняком не только потому, что использует шестичастные своды с чередованием устоев большей и меньшей мощности, но и потому, что боковые нефы в нём высоки и имеют собственное полноценное ярусное членение с  трифорием и общее впечатление составляется пятиярусное. Аналогичное строение во Франции имеют соборы Ле-Мана и Кутансе, в Испании — в Толедо и Бургосе.

Вертикальное строение главного нефа
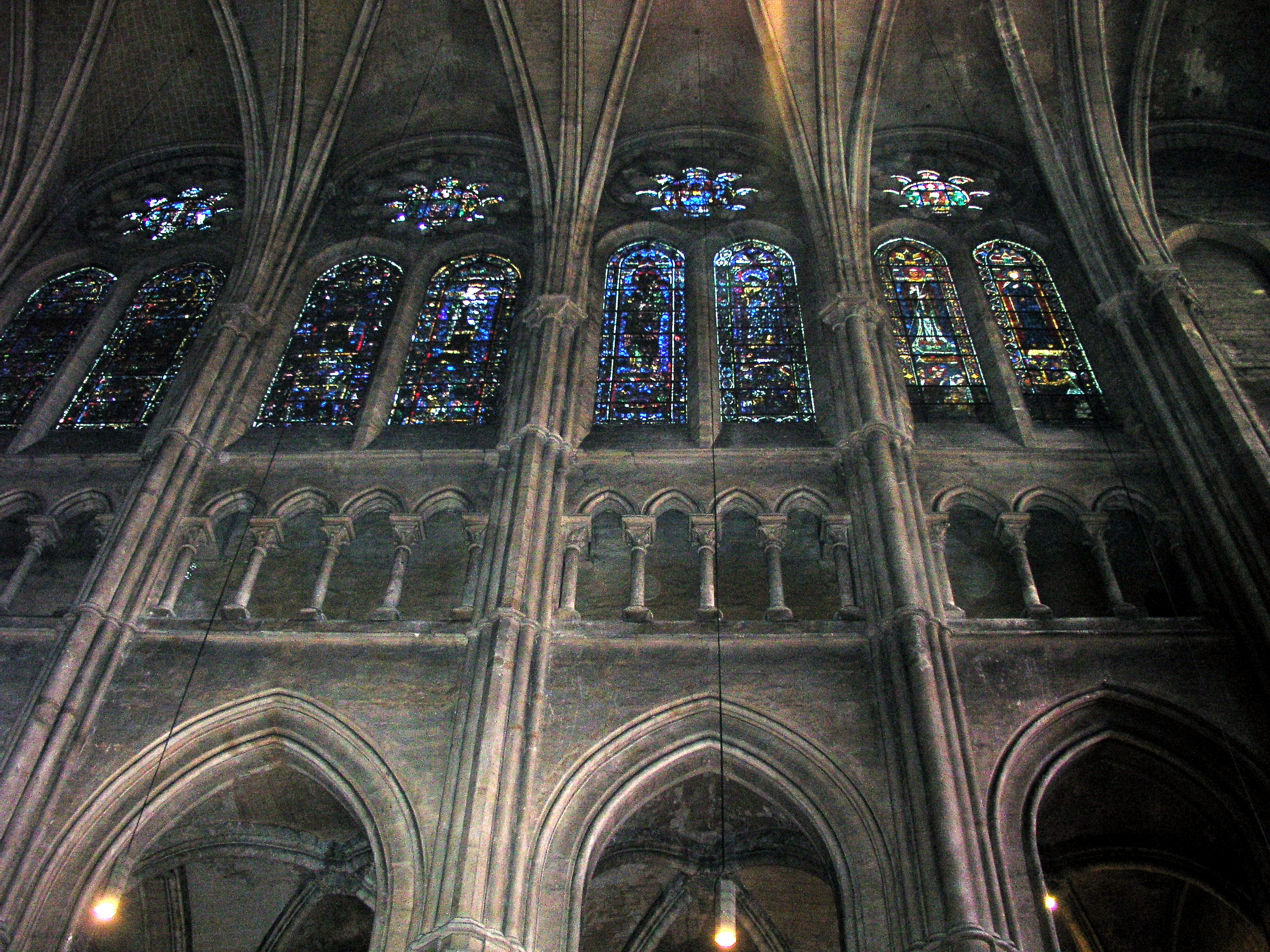
Шартрский собор
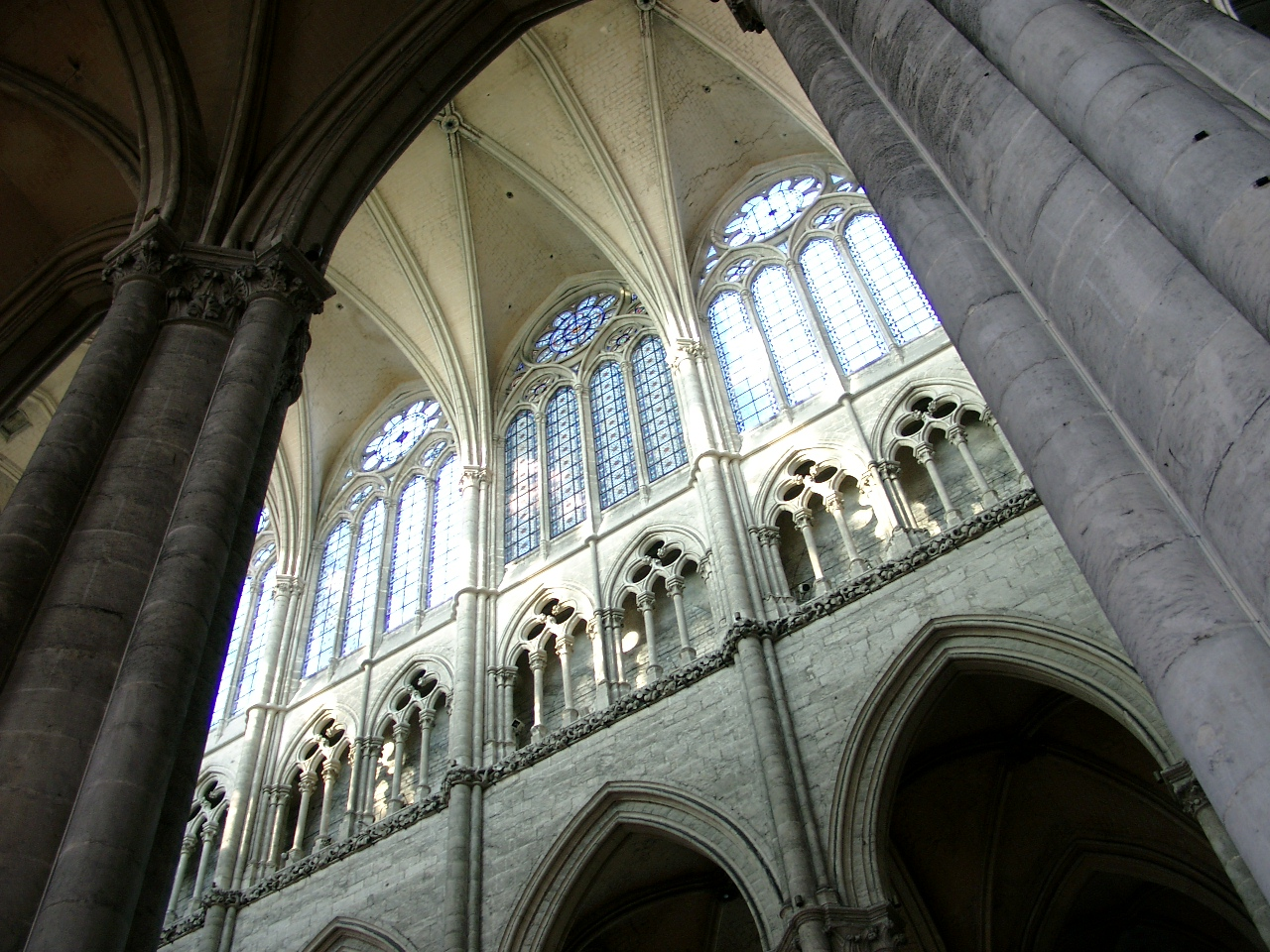
Амьенский собор
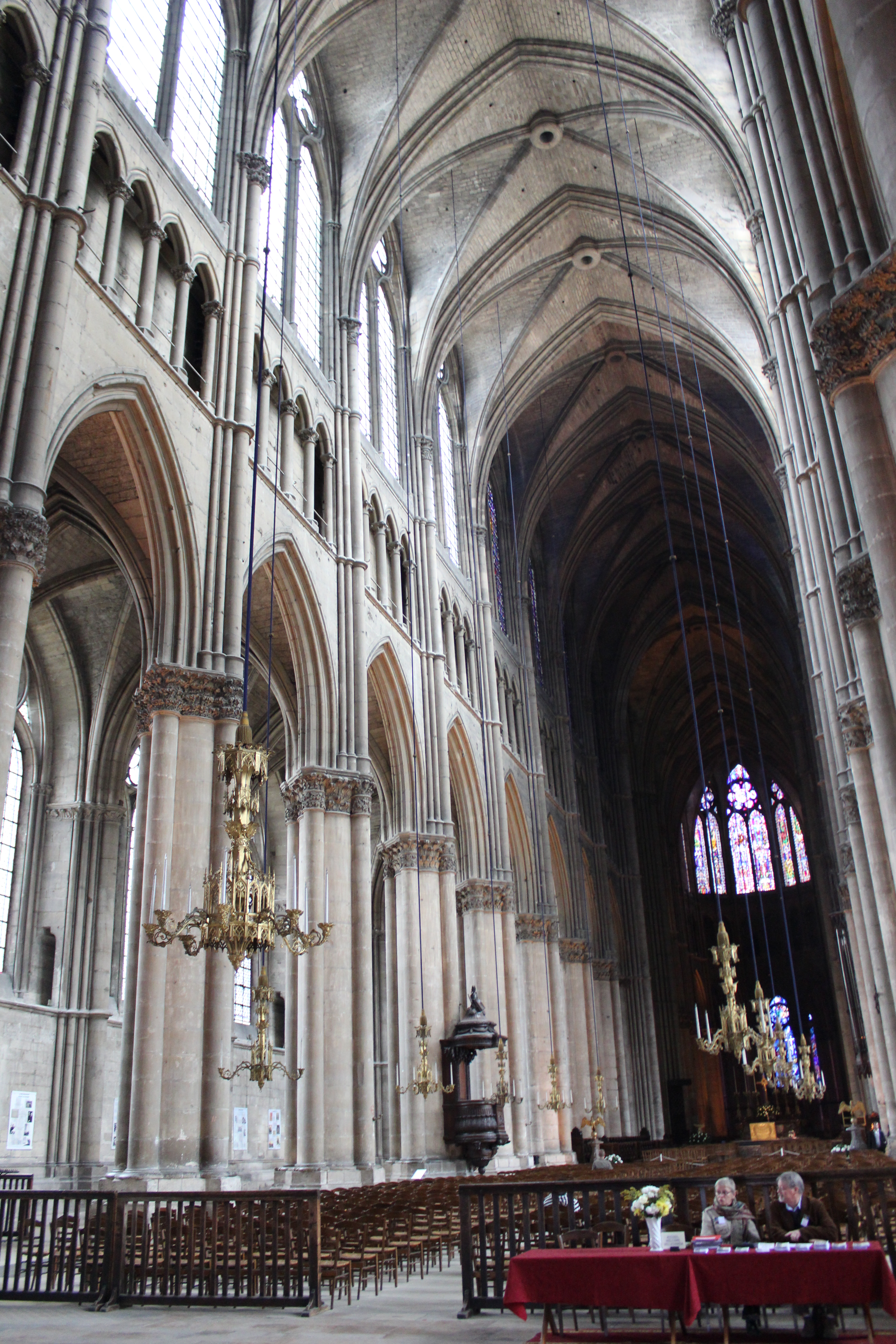
Реймский собор
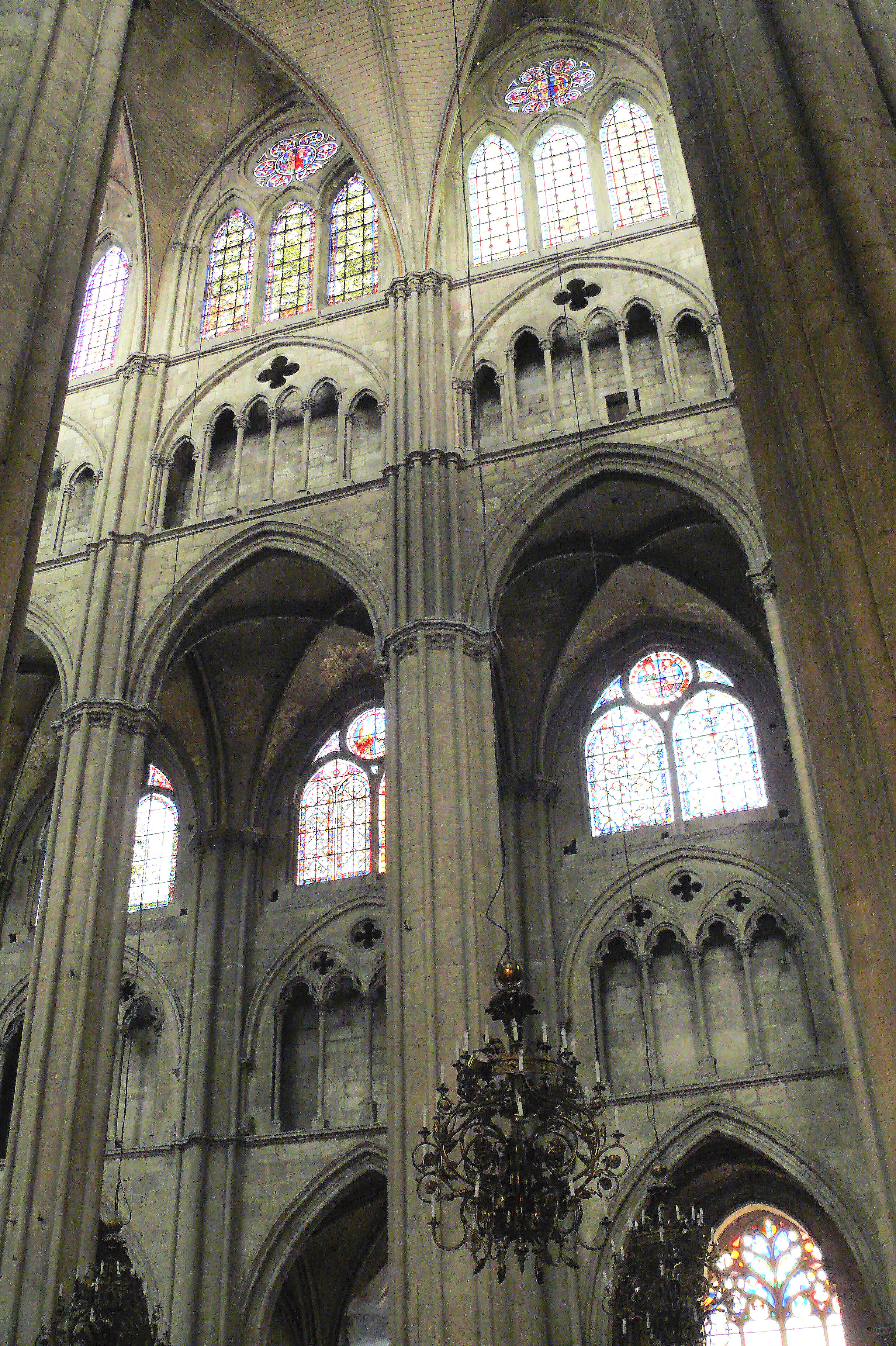
Буржский собор, исключительный наличием полного набора элементов вертикального строения и в боковых нефах

### Своды и опоры сводов
Все соборы Высокой готики, кроме Буржского, пользуются новоизобретённым четырёхчастным сводом на прямоугольном плане взамен шестичастного на квадратном. Новая конструкция обладает преимуществом более равномерного распределения нагрузки и требует одинаковых столбов. 
Ещё в 1192 году, в эпоху ранней готики, в соборе Парижской Богоматери появилась новая конструкция опоры в виде центрального столба с четырьмя примкнутыми к нему колонками, которые продолжаются над пятами аркады нижнего яруса к нервюрам свода. Между столбом и аркой обычно помещается небольшая капитель с лиственными украшениями, которая появляется в Шартре и оттуда распространяется по другим соборам.

Столбы и своды
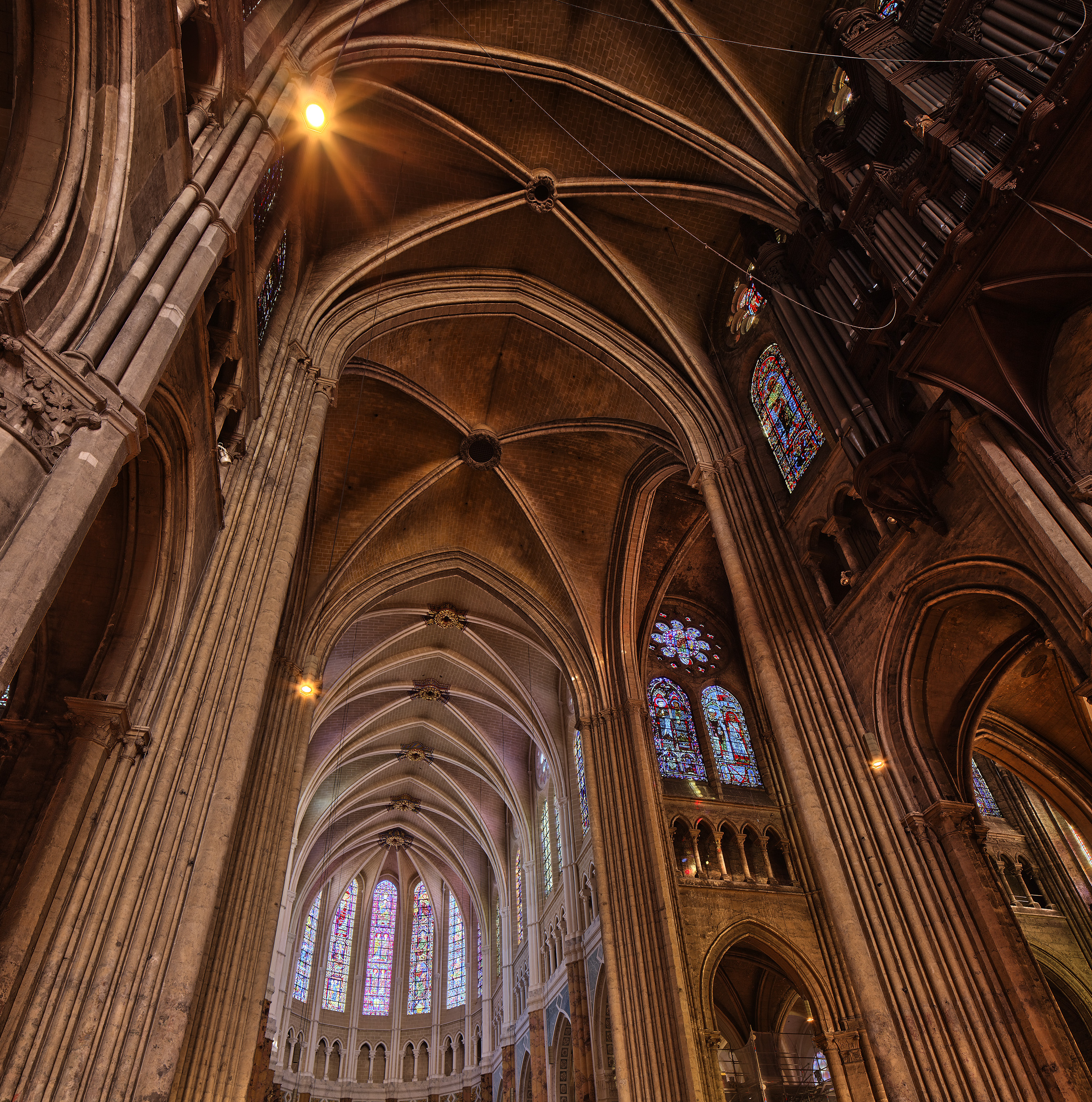
Шартр: четырёхчастные своды, столбы с колонками
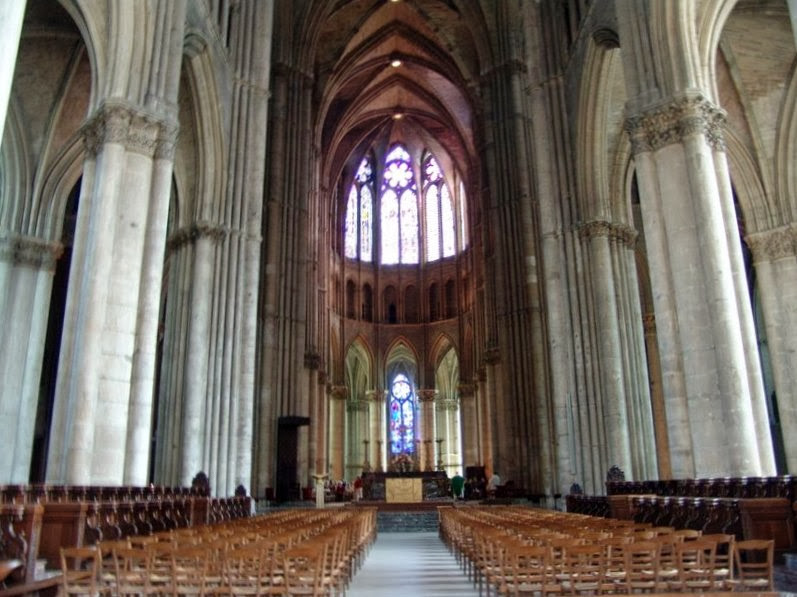
Реймский собор: столбы с колонками и капителями
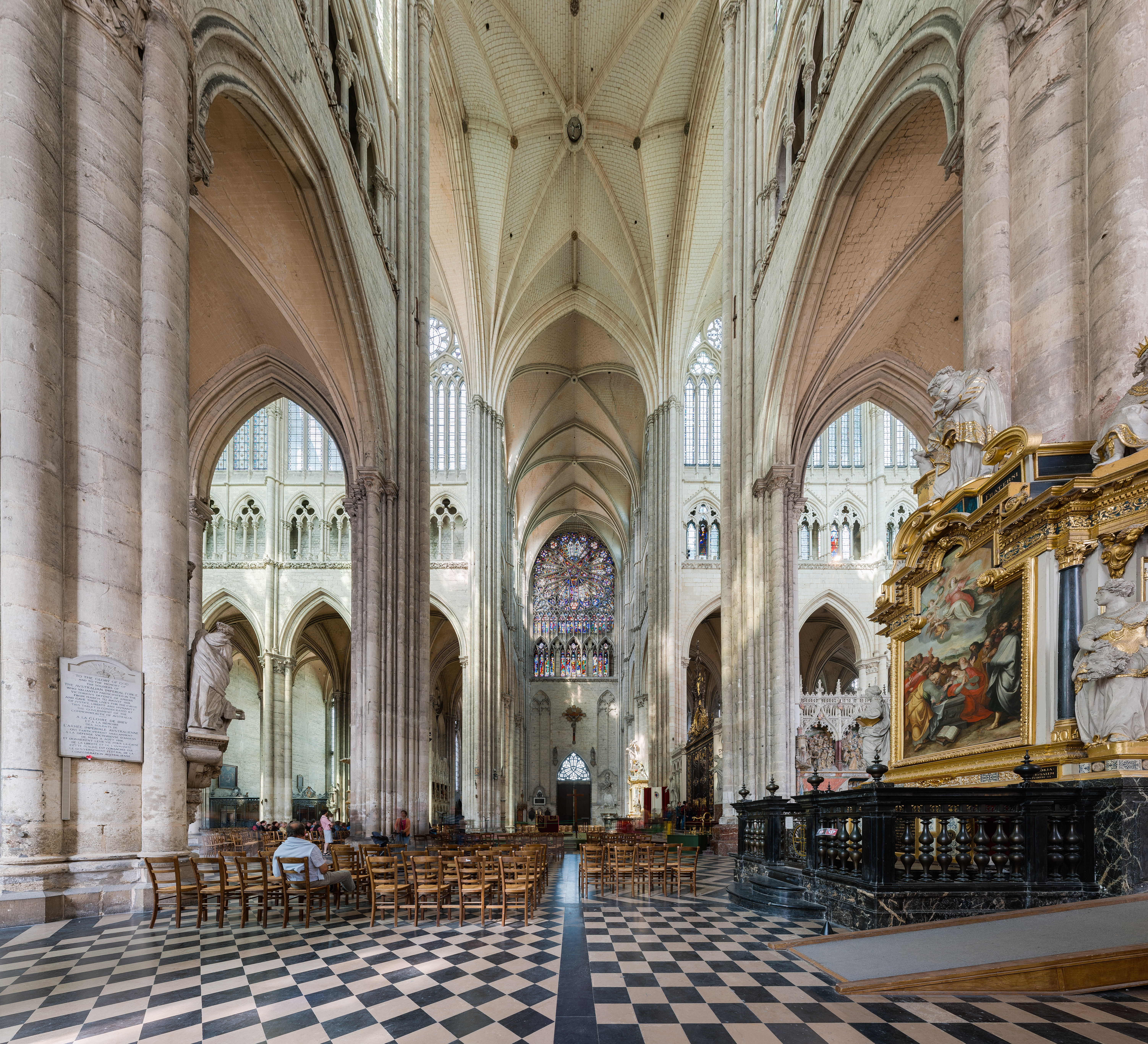
Амьенский собор: своды и столбы в трансепте
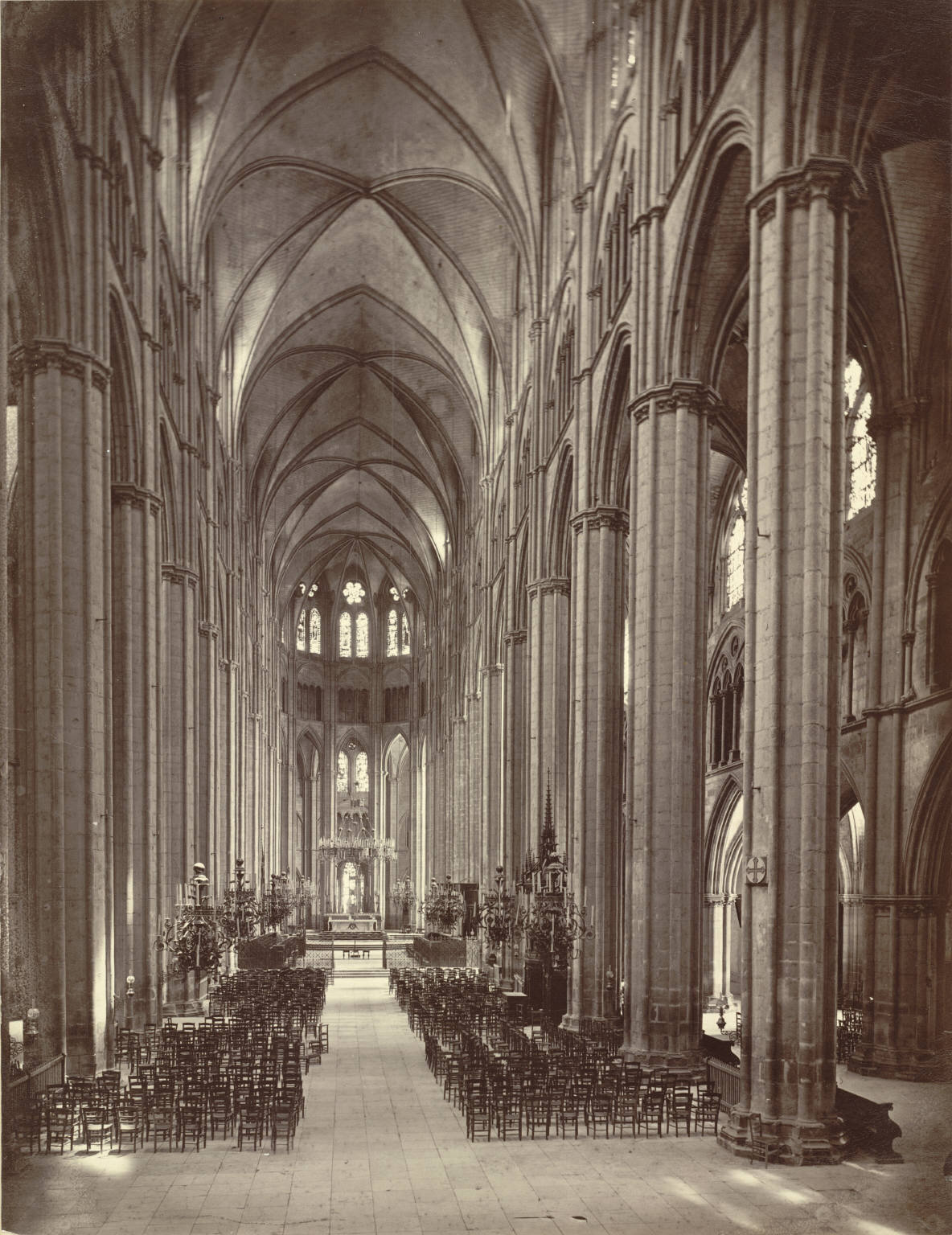
Буржский собор: весьма высокие опоры и шестичастные своды

### Контрфорсы и аркбутаны
Аркбутаны — неотъемлемая черта Высокой готики. Без этого конструктивного решения невозможны ни высокие нефы, ни большие окна в верхнем ярусе. Перенос сил горизонтального распора сводов при помощи полуарок на отдельно стоящие контрфорсы применялся и прежде, но такие конструкции обычно были малы, отстояли недалеко от стен и скрывались в конструкции здания. Высокая готика применяет массивные контрфорсы высотой не намного меньше самого центрального нефа, намеренно открытые взору и украшенные пинаклями и скульптурой. 
Внешние аркбутаны, поддерживающие своды главного нефа, впервые применены для апсиды церкви аббатства Сен-Жермен-де-Пре, завершённой в 1063 году, затем — в соборе Парижской Богоматери. Более смело аркбутаны использованы в Шартре при перестройке более ранней церкви. Первый ярус аркбутанов в Шартре содержит двойные арки, между которыми вставлены небольшие монолитные колонки с капителями. По мере роста стен сверху к ним были добавлены аркбутаны второго яруса. 
Каждый памятник Высокой готики пользуется аркбутанами и контрфорсами, и везде они разные. В Бове контрфорсы и аркбутаны столь многочисленны и велики, что практически полностью скрывают стены самого здания.

Контрфорсы и аркбутаны
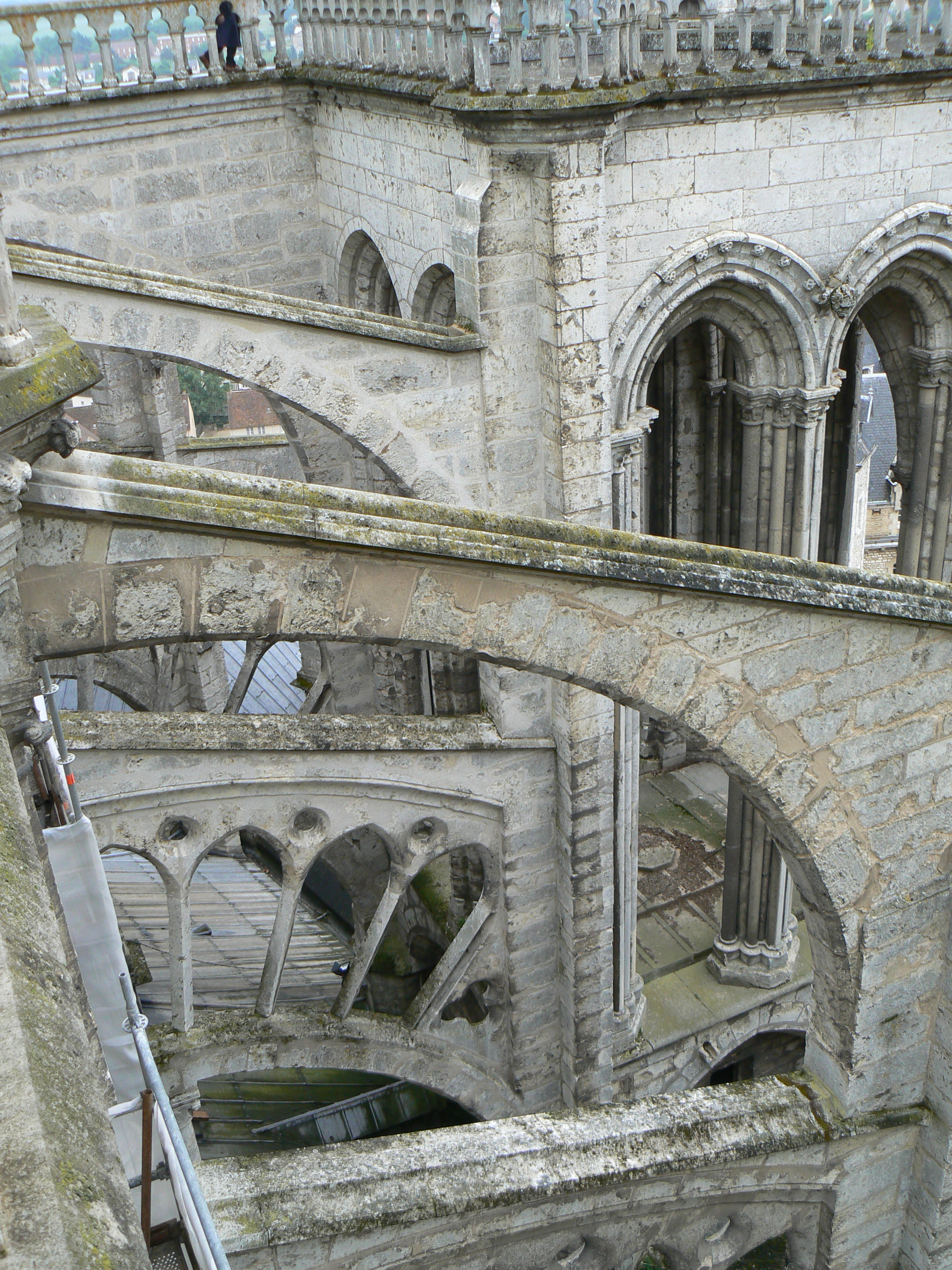
Шартр. Внизу более ранние аркбутаны с колонками
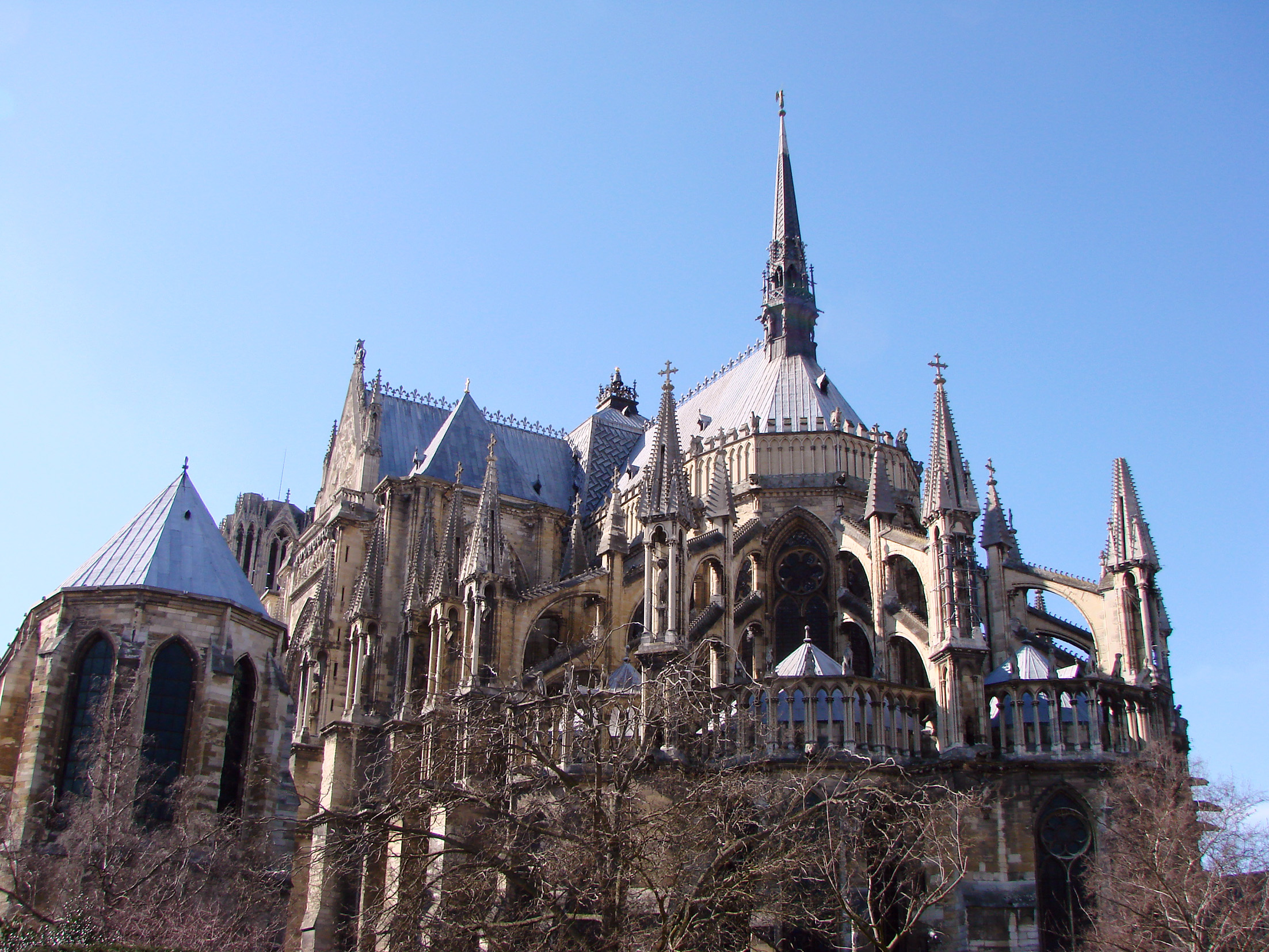
Реймс. Двухпролётные аркбутаны вокруг абсиды
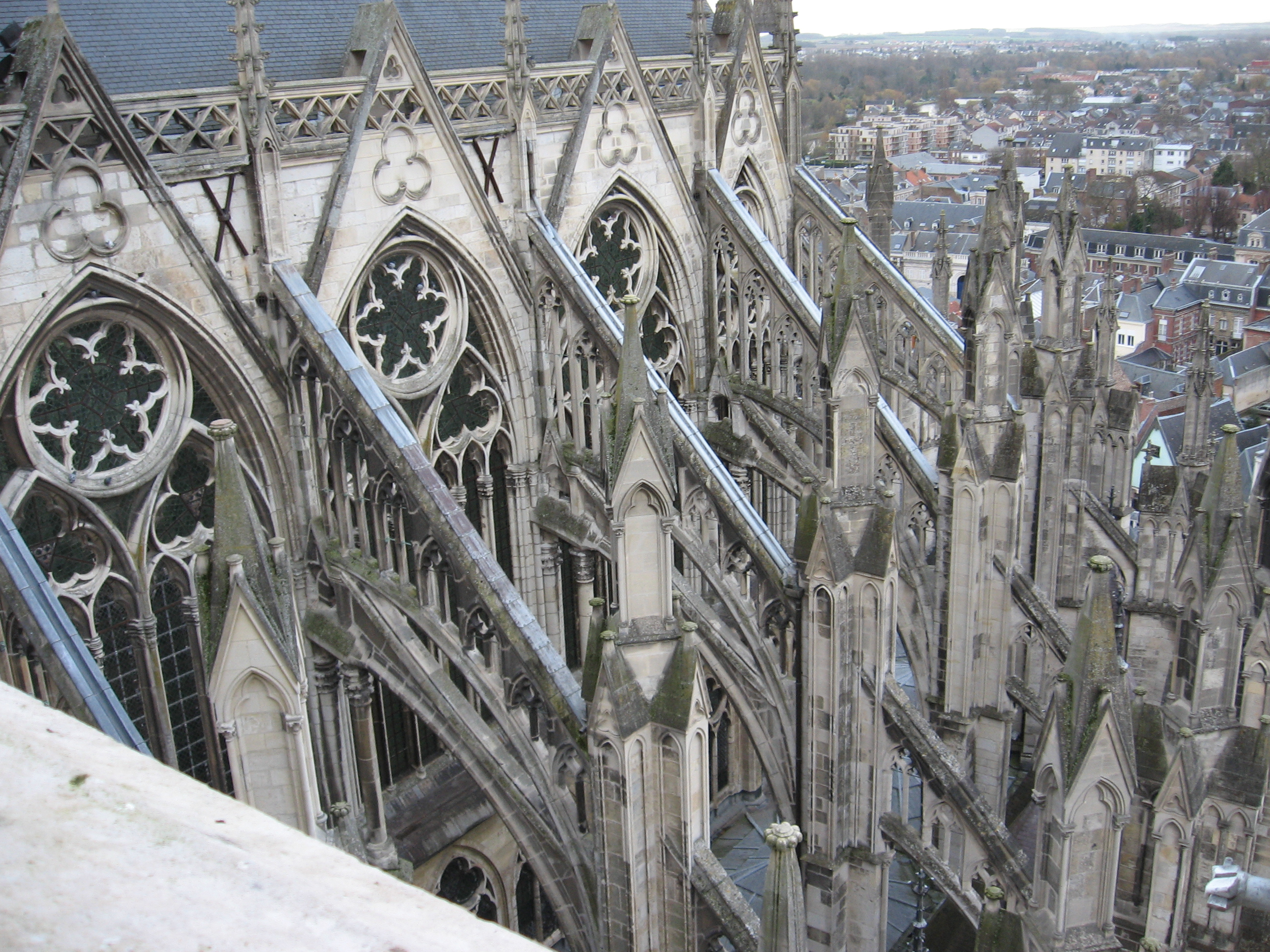
Амьен. Аркбутаны с водосточными желобами и без них
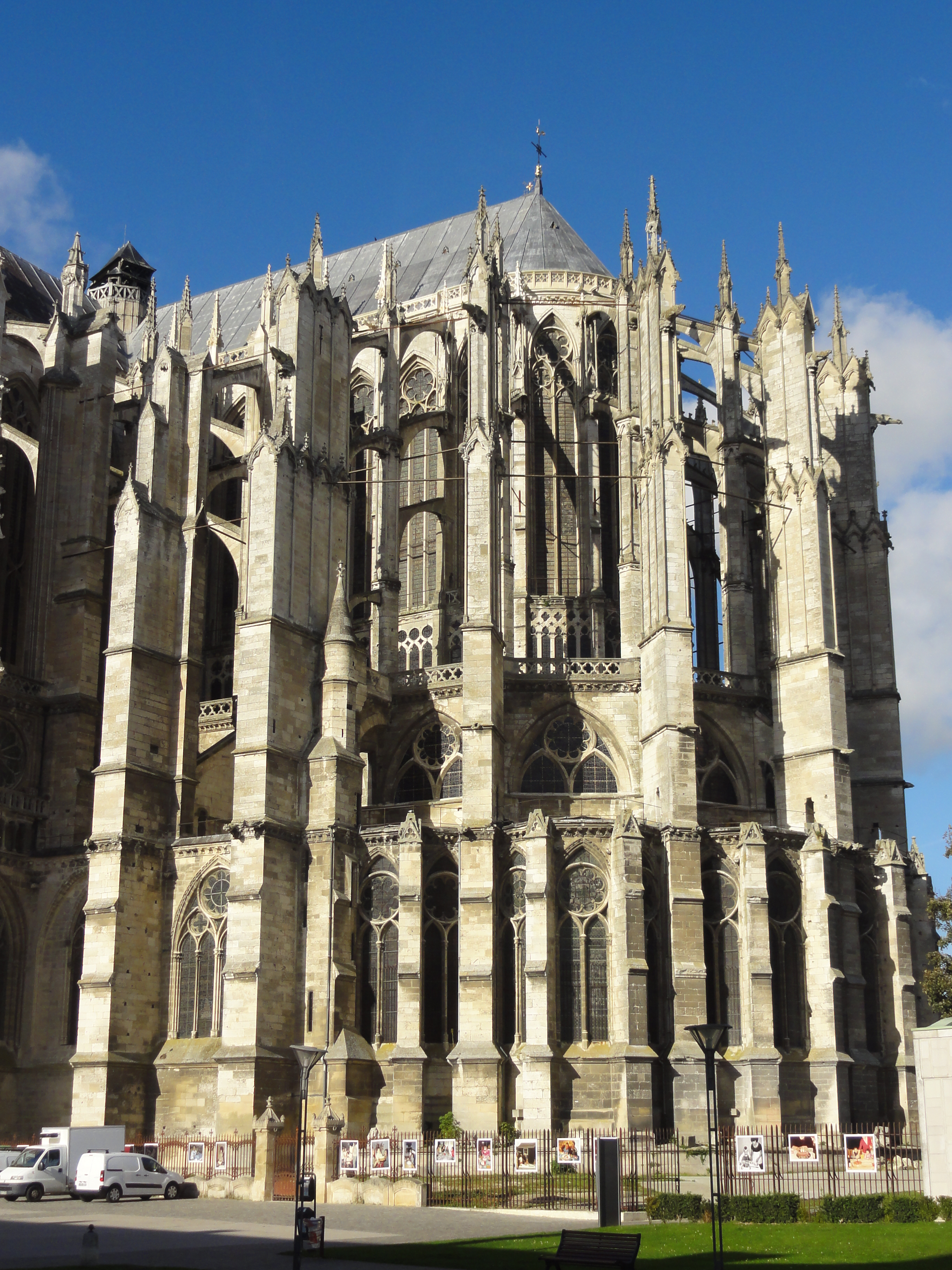
Бове. Здание скрывается за внешними опорами

### Витражи и розы
Небольшие круглые окна-окулюсы применялись и в романской архитектуре. Ранняя прорезная роза появляется уже на западном фасаде базилики Сен-Дени. Более современная роза с переплётом из колонок, расположенных в форме спиц колеса, построена в 1200 году в Санлисе. Аналогичная ранняя роза украшает и фасад в Шартре (1215), но уже вскоре появляется роза Высокой готики в Ланском соборе (1200—1215).
В 1215 году завершены большие окна трансептов в Шартре, ставшие образцами для других французских и заграничных соборов. Всего в Шартрском соборе 164 проёма и 2600 квадратных метров цветного стекла, причём значительное количество оригинальных витражей существует и ныне. 
Вскоре после появления роз Высокой готики архитекторы задумываются над темнотой в соборах и переходят к более светлым гризайлевым витражам, окружая прозрачными серыми стёклами плотные цветные фигуры Христа, Богоматери и других важных персонажей. Такие витражи появляются в Пуатье в 1270 году и около 1300 года — в Шартре.

Витражи и розы
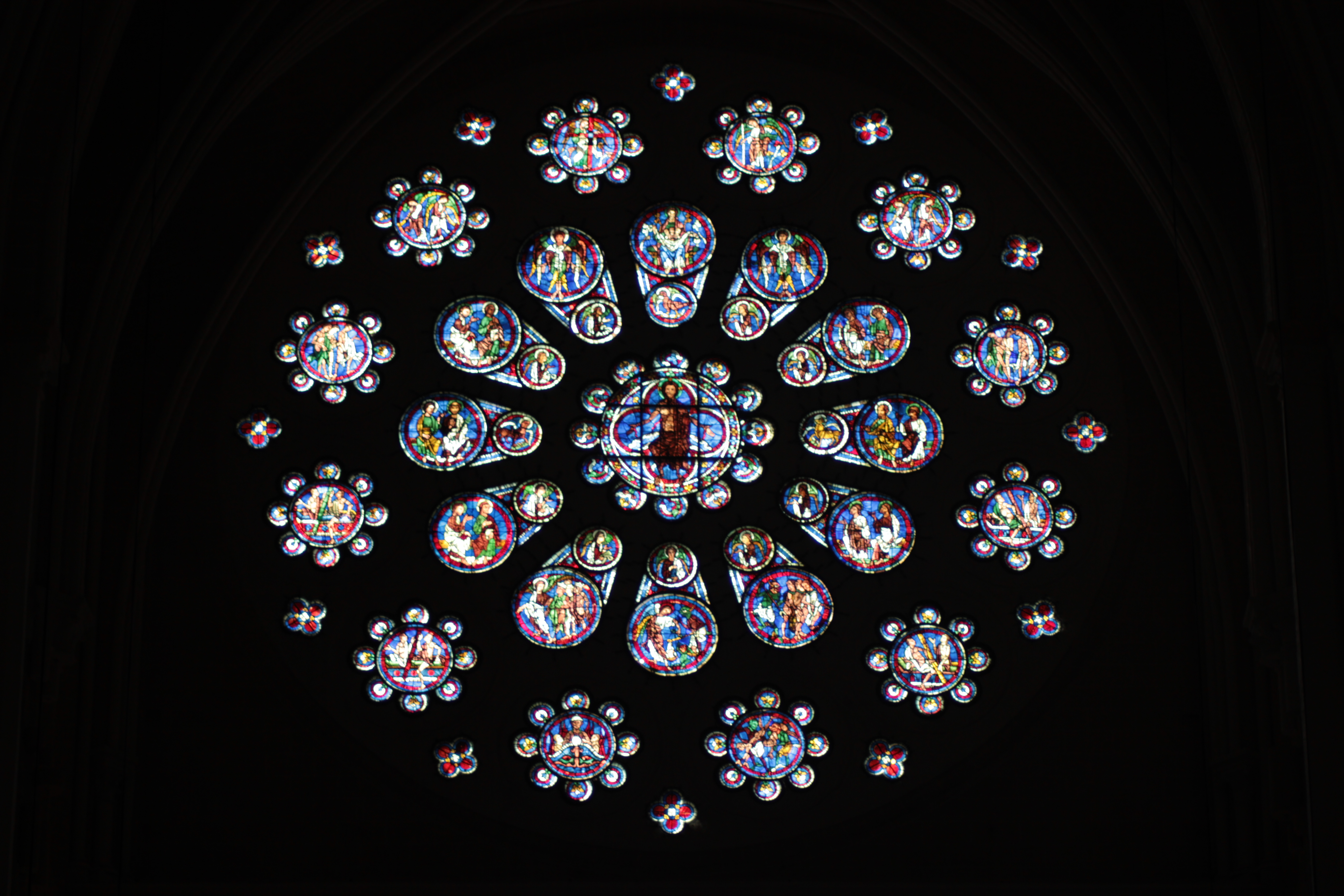
Шартр: Западная роза «Страшный суд» (1215)
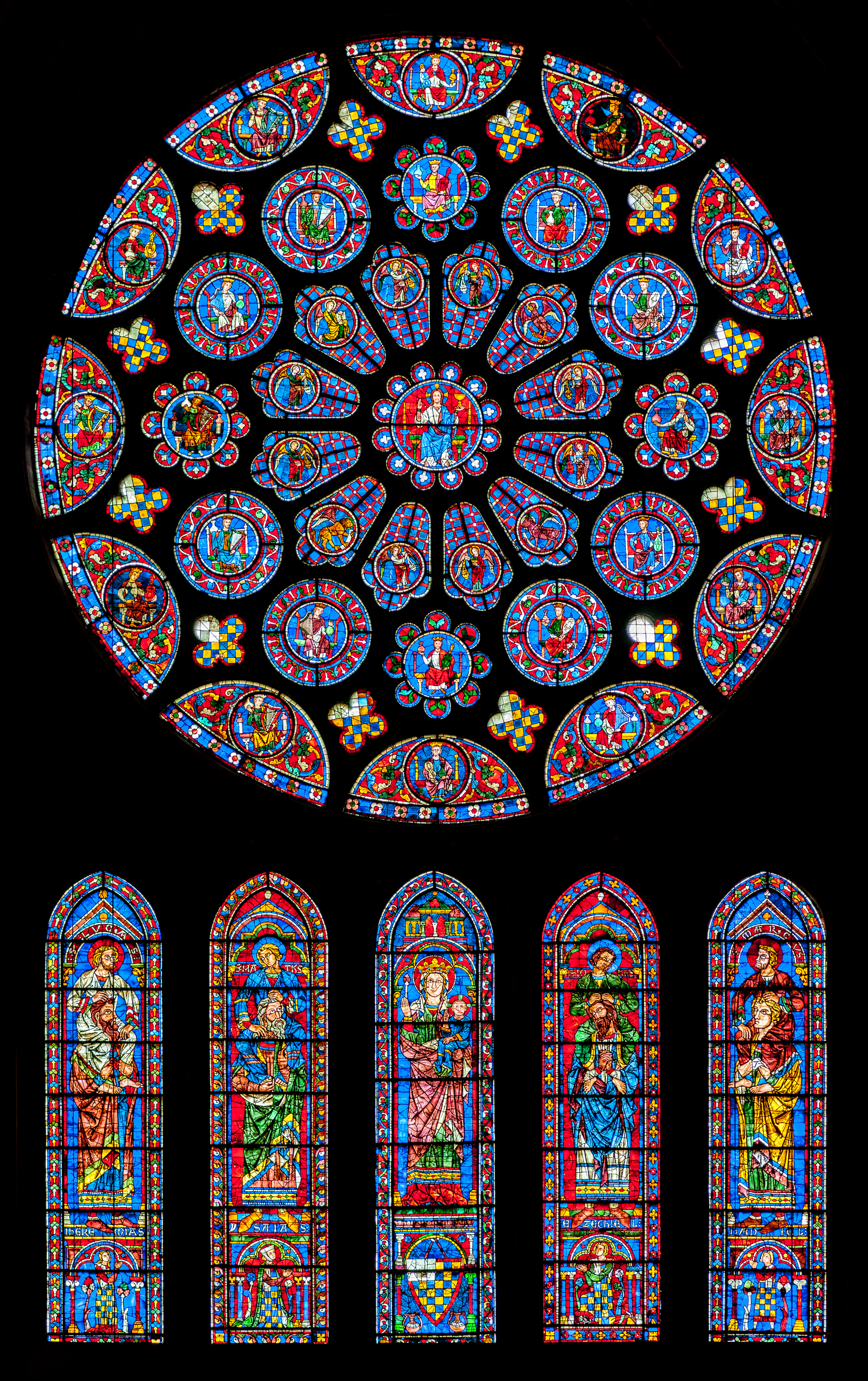
Шартр: Южная роза
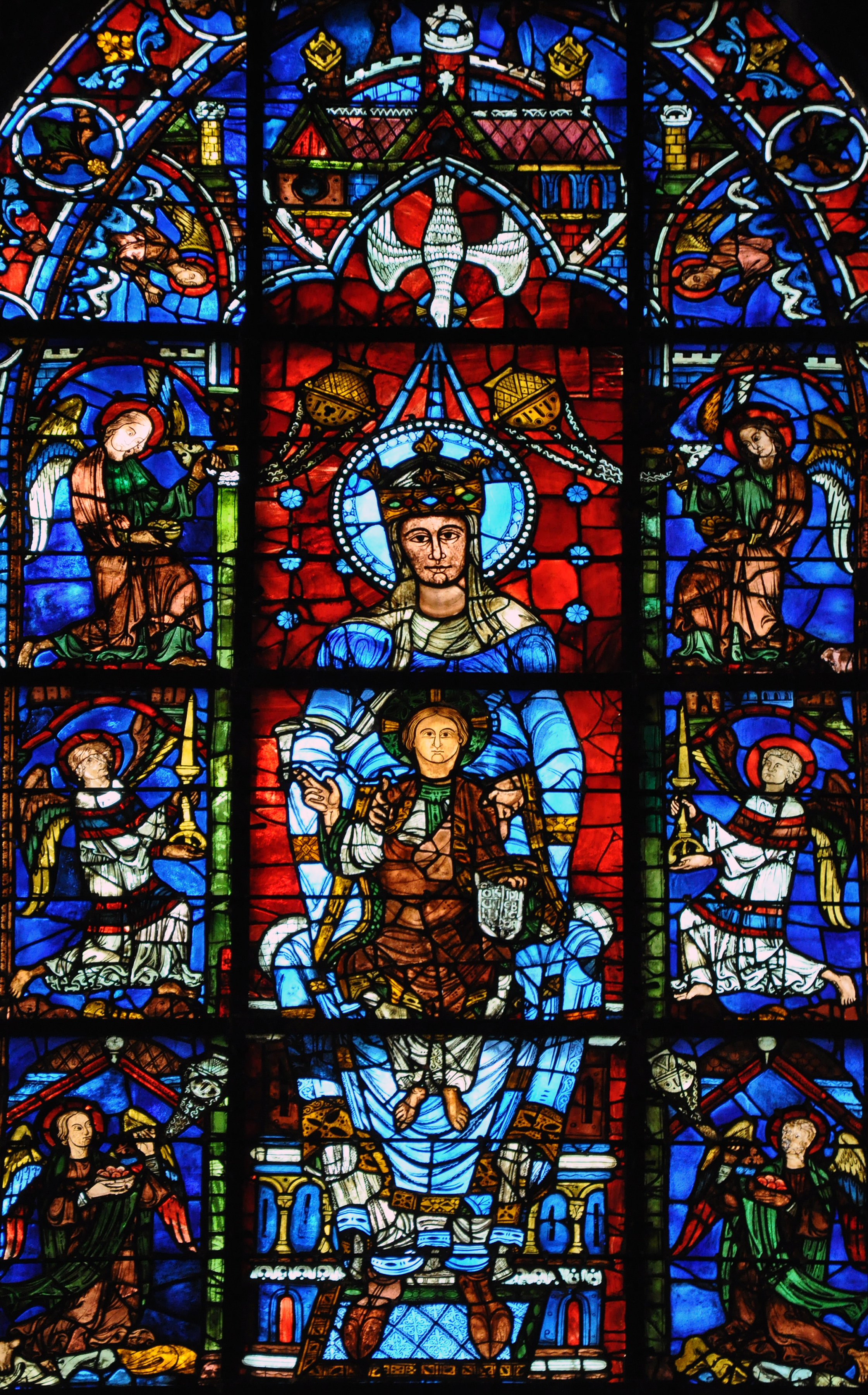
Шартр: «фр. Notre-Dame de la Belle Verrière» (Богоматерь и фон — XII в., ангелы — XIII в.)
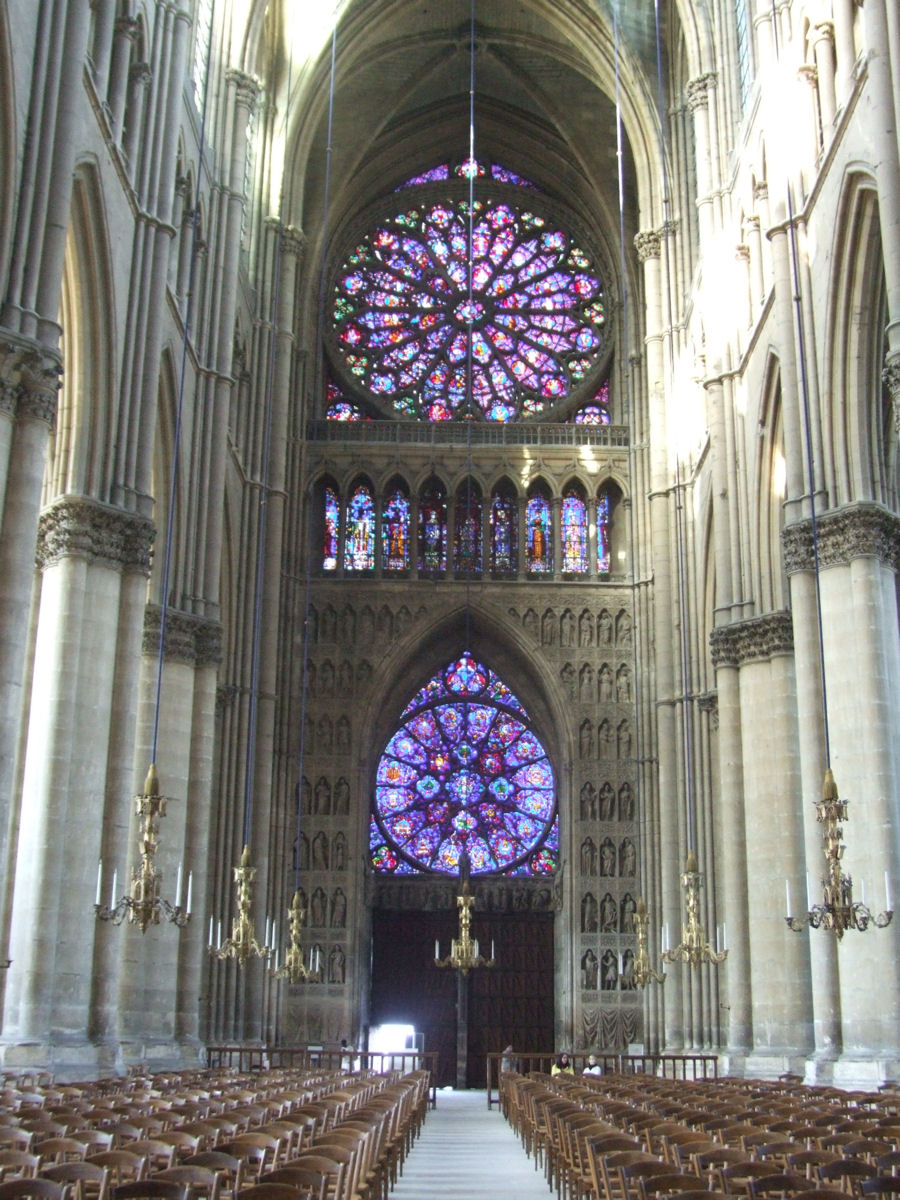
Реймс: розы западного фасада (1252–1275)
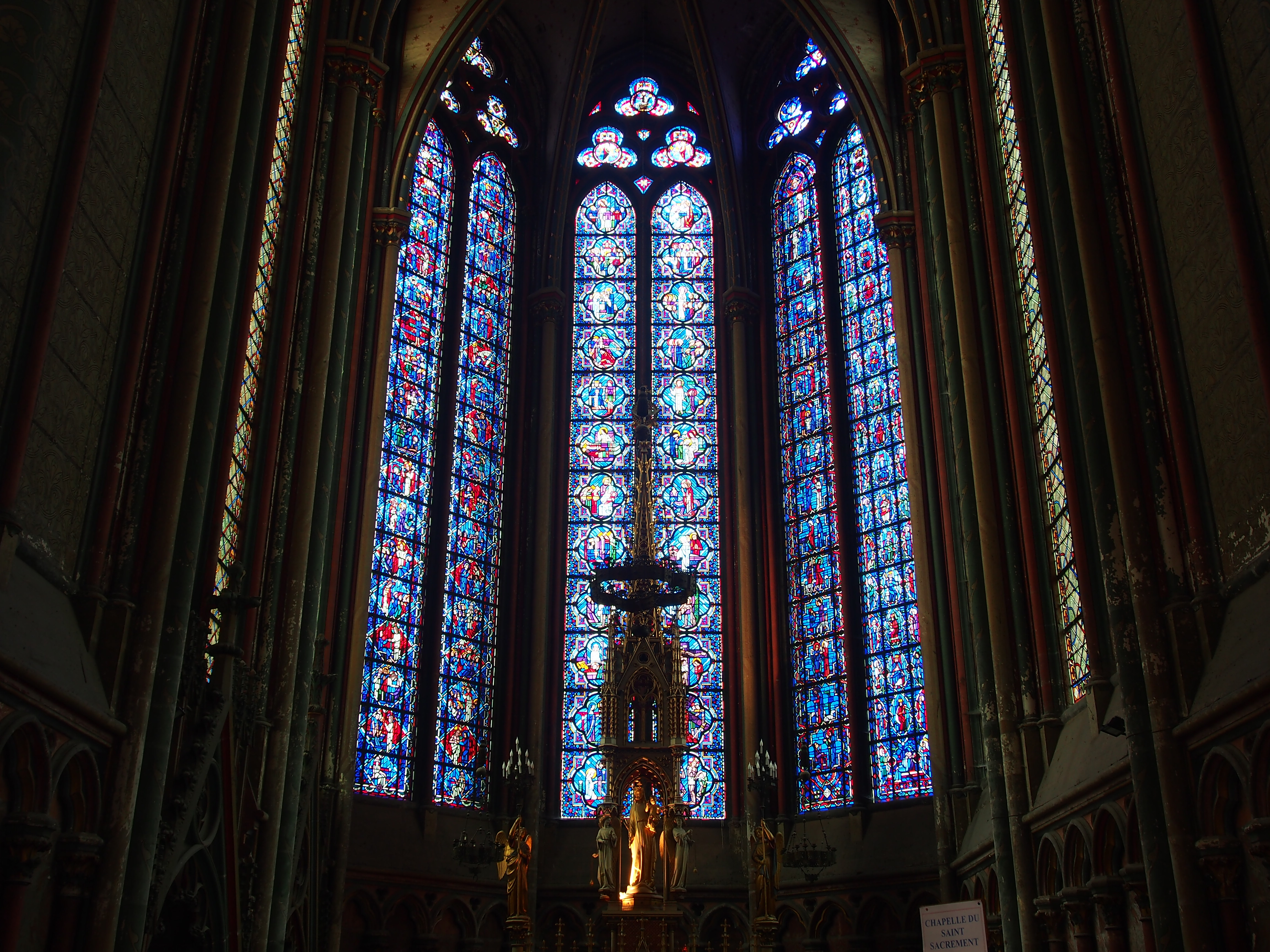
Амьен: витражи в абсиде
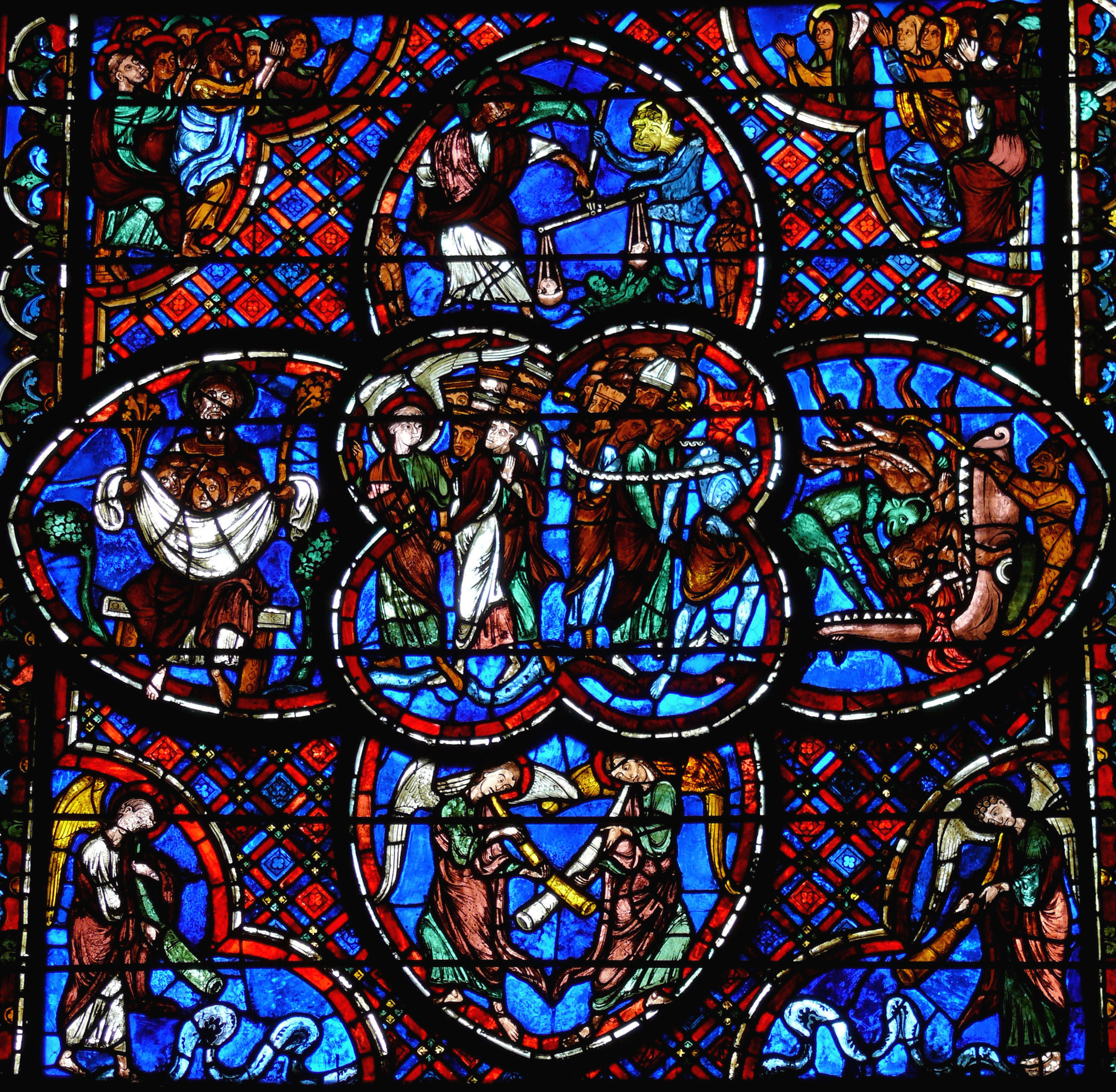
Бурж: витраж «Страшный суд»
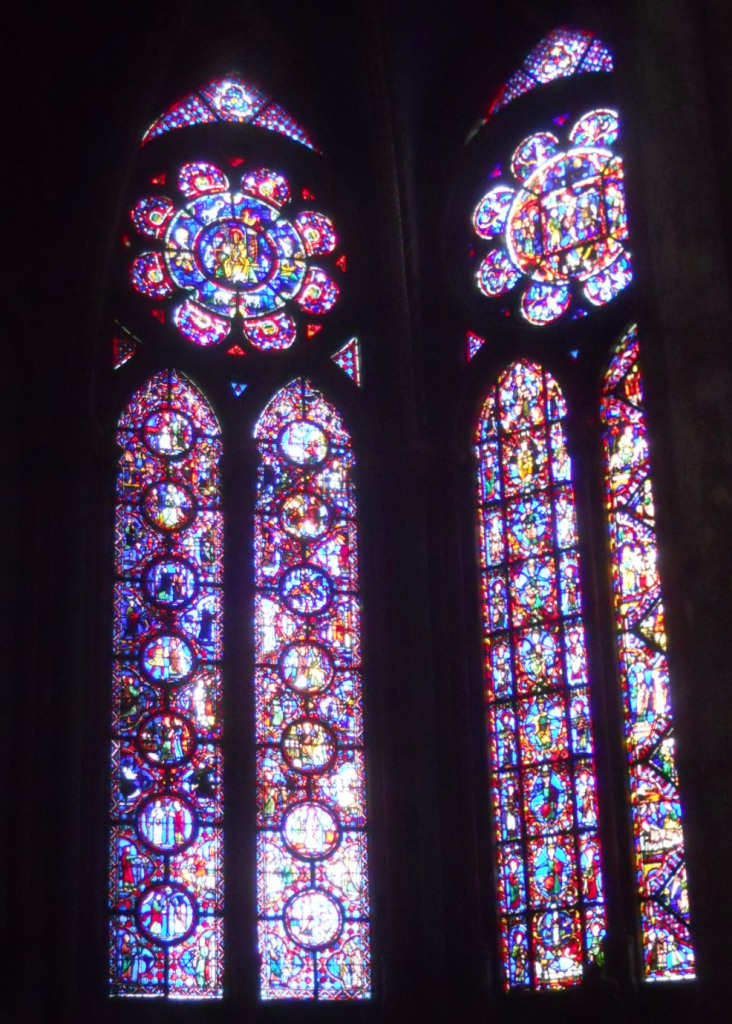
Бове: витражи

### Переплёты
Готический переплёт — орнамент из колонок и рёбер, расчленяющий большое окно на меньшие поля для витражных рам — перебирается и в другие проёмы, в том числе глухие трифории, и на плоскость стены в интерьере и на фасаде в виде глухих аркад. Большое западное око в Шартре имеет так называемый прорезной переплёт, окно будто выпилено лобзиком в стене. Ранее 1230 года в абсидных капеллах в Реймсе появляется другой тип переплёта — с колонками и арочками из дуг окружности. Этот переплёт распространяется и развивается в трансептах Амьена, Шартра и других памятников Высокой готики. С середины XIII века окна становятся всё больше и переплёты всё сложнее. В розах тонкие радиальные колонки напоминают солнечные лучи, что даёт название лучистому стилю.

Переплёты
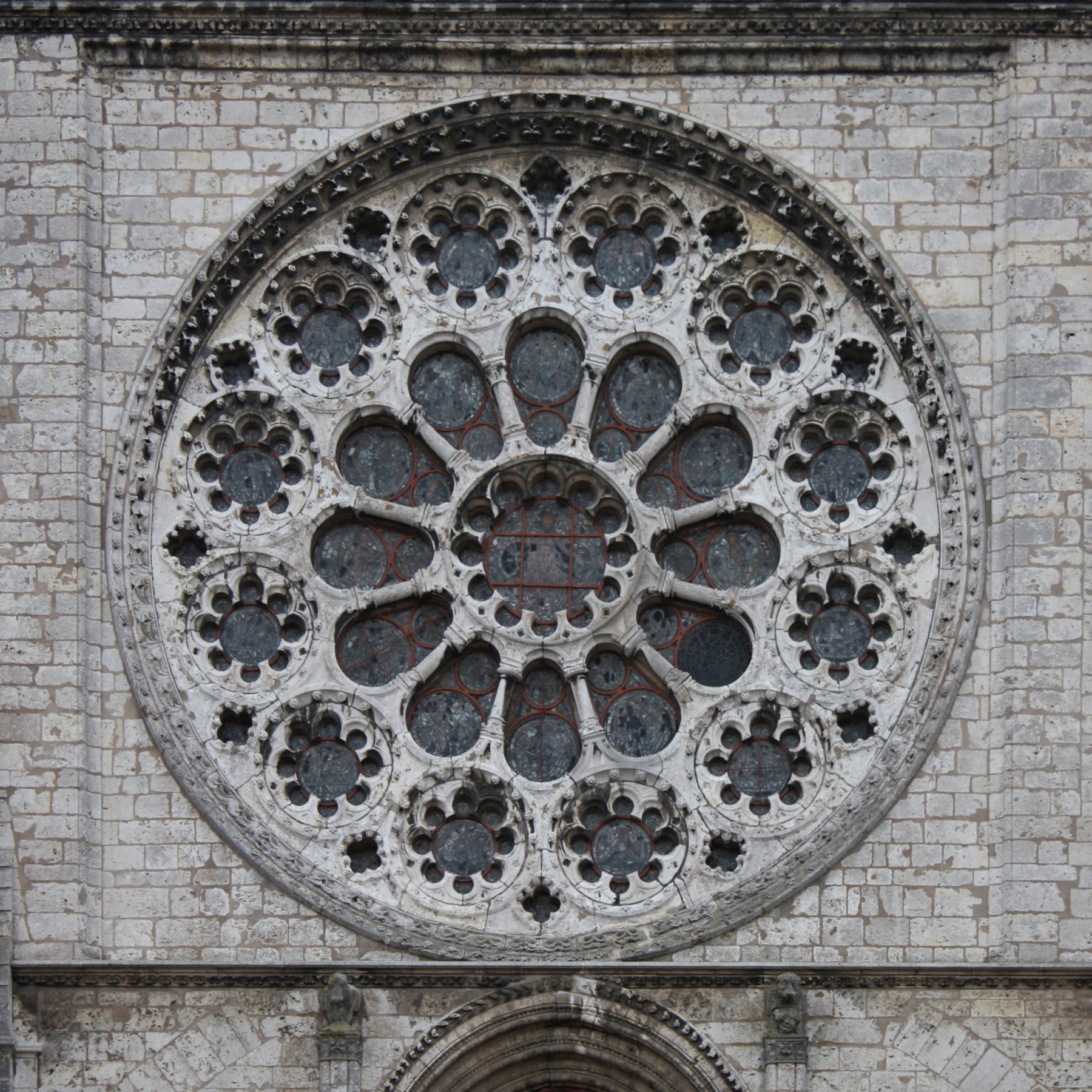
Шартр: прорезная Западная роза (1215)
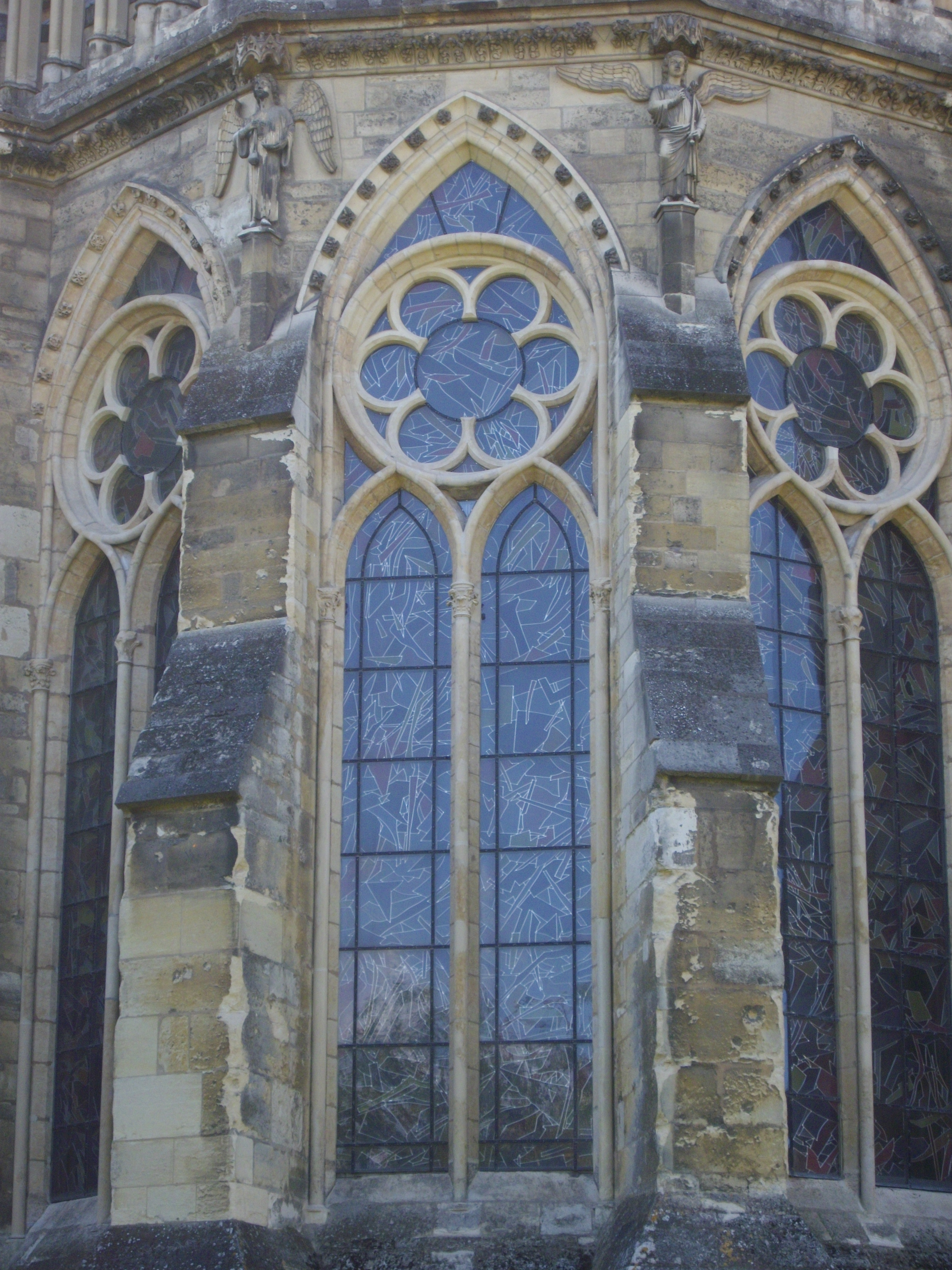
Реймс: ранний переплёт с колонками (до 1230)

### Скульптура
Скульптурное убранство — неотъемлемая черта готики, унаследованная у романского стиля. Из люнет под аркой портала каменные фигуры перешли на колонки и в ниши на фасаде. Тематика скульптур достаточно однородна: изображают святых, апостолов и королей. В конце XII века позы фигур ещё официальные, лица редко бывают обращены к другим статуям, разнообразие создаётся одеянием, либо сильно стилизованным, либо реалистичным. В XIII веке позы и лица становятся более живыми и выразительными.
Как и в архитектуре, Шартрский собор стал для соборов Высокой готики образцом и в скульптуре. Старейшей (до пожара 1194 года) является скульптура западного фасада, то есть королевского портала. Тематика её связана с земным путём Христа, его вознесением обратно и апокалипсисом, что иллюстрируют более двух сотен небольших фигур. Повествование ведётся не хронологически, а в кольцевой структуре: начавшись от центральной двери, сюжет развивается сначала к южной башне, потом от неё к северной и обратно к двери. В центральной люнете главенствует Христос на троне, вершащий Страшный суд. На колонках, поддерживающих архивольты портала, изображены персонажи Ветхого завета. Тела и одеяния разработаны без подробностей, внимание скульптора обращено на лица.
Скульптура северного и южного порталов в Шартре относится к началу XIII века и является образцом более зрелой Высокой готики. Главная тема северного портала — Ветхий завет и житие Богородицы, пороки и добродетели. Южный портал посвящён деяниям Христа и апостолов и христианским мученикам, а прямо над дверью — Страшный суд. Над порталами в аркадах — галереи миссионеров, святых, императоров и королей. Фигуры XIII века характеризуются более динамичными позами и эмоциональными выражениями лиц. Таким образом, Шартрский собор в скульптуре воплощает компендиум Ветхого и Нового заветов, который верующему необходимо знать, добродетели, к которым нужно стремиться и грехи, которых следует избегать. 

Скульптуры Шартрского собора
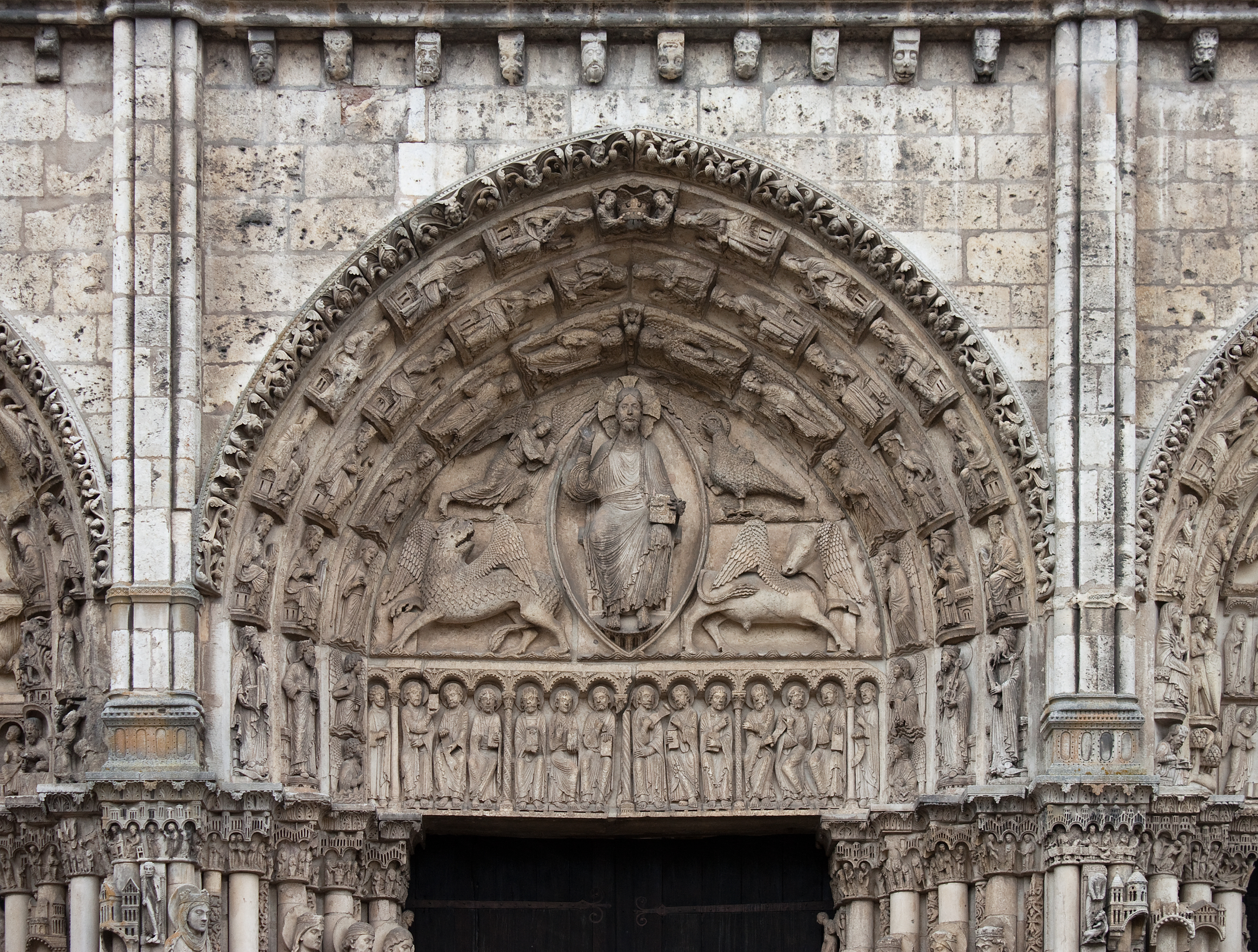
Королевский портал (конец XII в.)
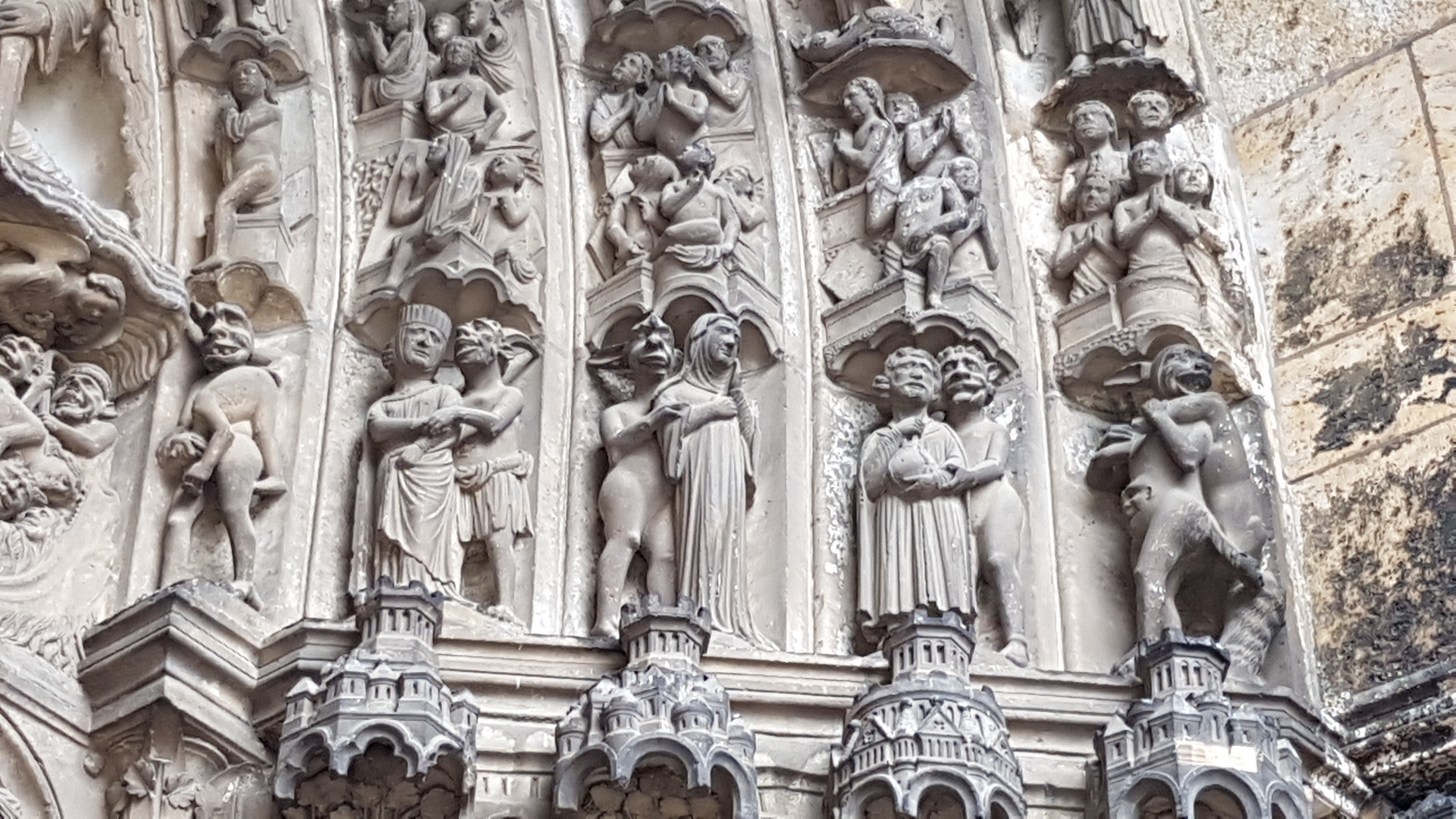
Южный портал: чудовища и демоны искушают христиан (начало XIII в.)
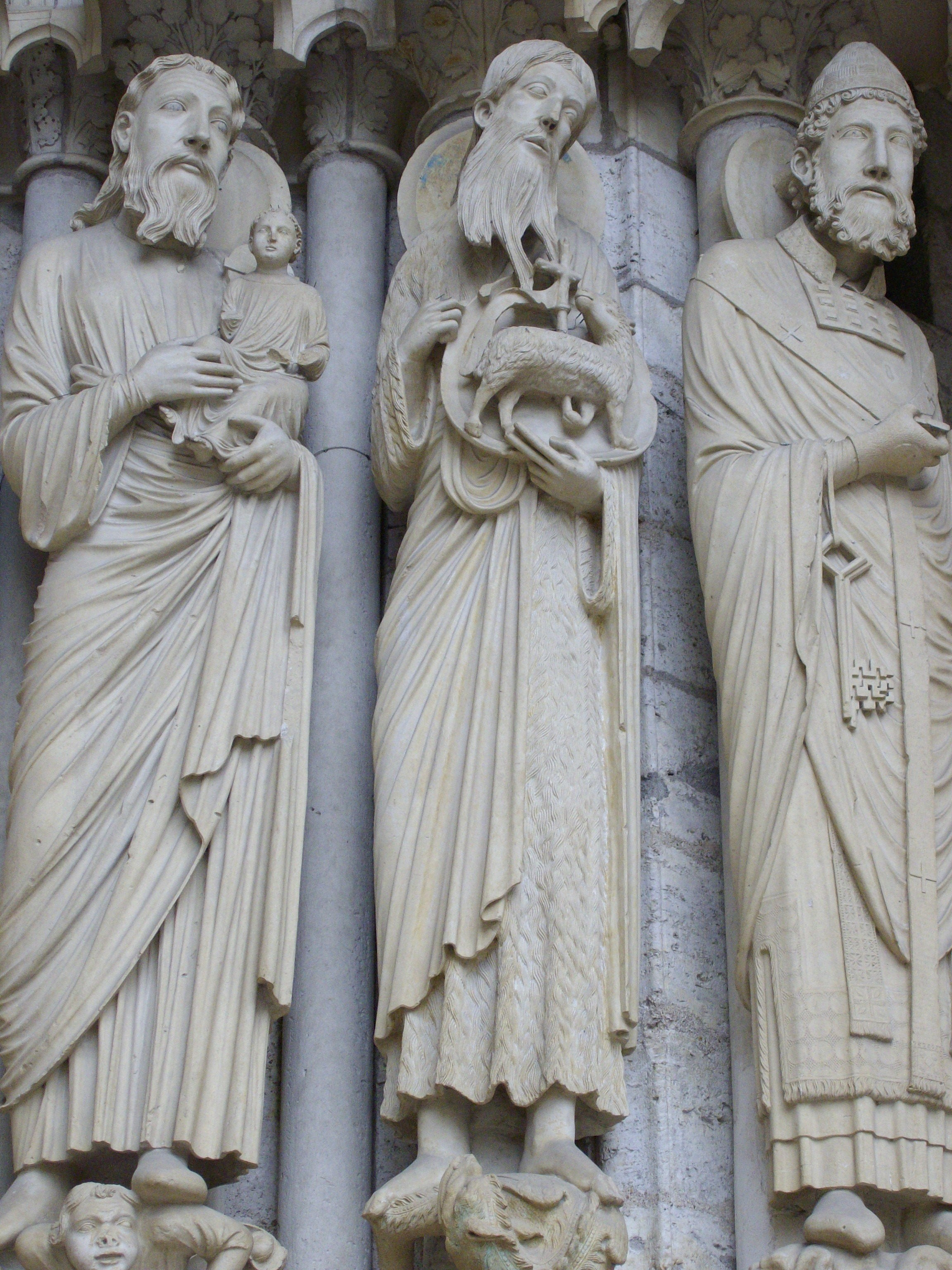
Персонажи Нового завета (начало XIII в.)

Возможно, что некоторые мастера, работавшие над скульптурами трансепта Шартрского собора позднее оказались в Реймсе, где строительство началось в 1210 году, и, возможно, также в Амьене (1218). Тем не менее, каждый из соборов имеет собственный характерный стиль. В Амьене чувствуется влияние римской скульптуры с её реалистическими драпировками одежд на фигурах, выражения лиц при этом спокойные, жесты сдержанные, общий характер — умиротворённый. Такое же спокойствие демонстрирует и ранняя скульптура в Реймсе.
Совершенно иной, более натуралистичный вид имеют более поздние (1240-е годы) скульптуры западного фасада Реймского собора, авторство которых определяется «мастеру статуи святого Иосифа», очень характерно улыбающейся. Тот же мастер изваял Улыбающегося Ангела (пострадавшего в ходе бомбардировки в Первую мировую войну, но затем восстановленного). Также на фасаде начинается галерея короновавшихся в соборе французских королей, которая продолжается на внутренней стороне западной стены. 
Также характерной чертой Высокой готики является лиственная резьба на капителях, исполненная весьма тонко. Среди листьев встречаются птицы и другие создания. Растительная тема не нова и по античным образцам используется ещё в раннеготическом Сен-Дени, но в Реймсе она становится более реалистичной и детализированной. По мере строительства собора от востока к западу капители становятся более живыми и обильно украшенными. Эти образцы оказали влияние на французскую, а затем и остальную европейскую готику.

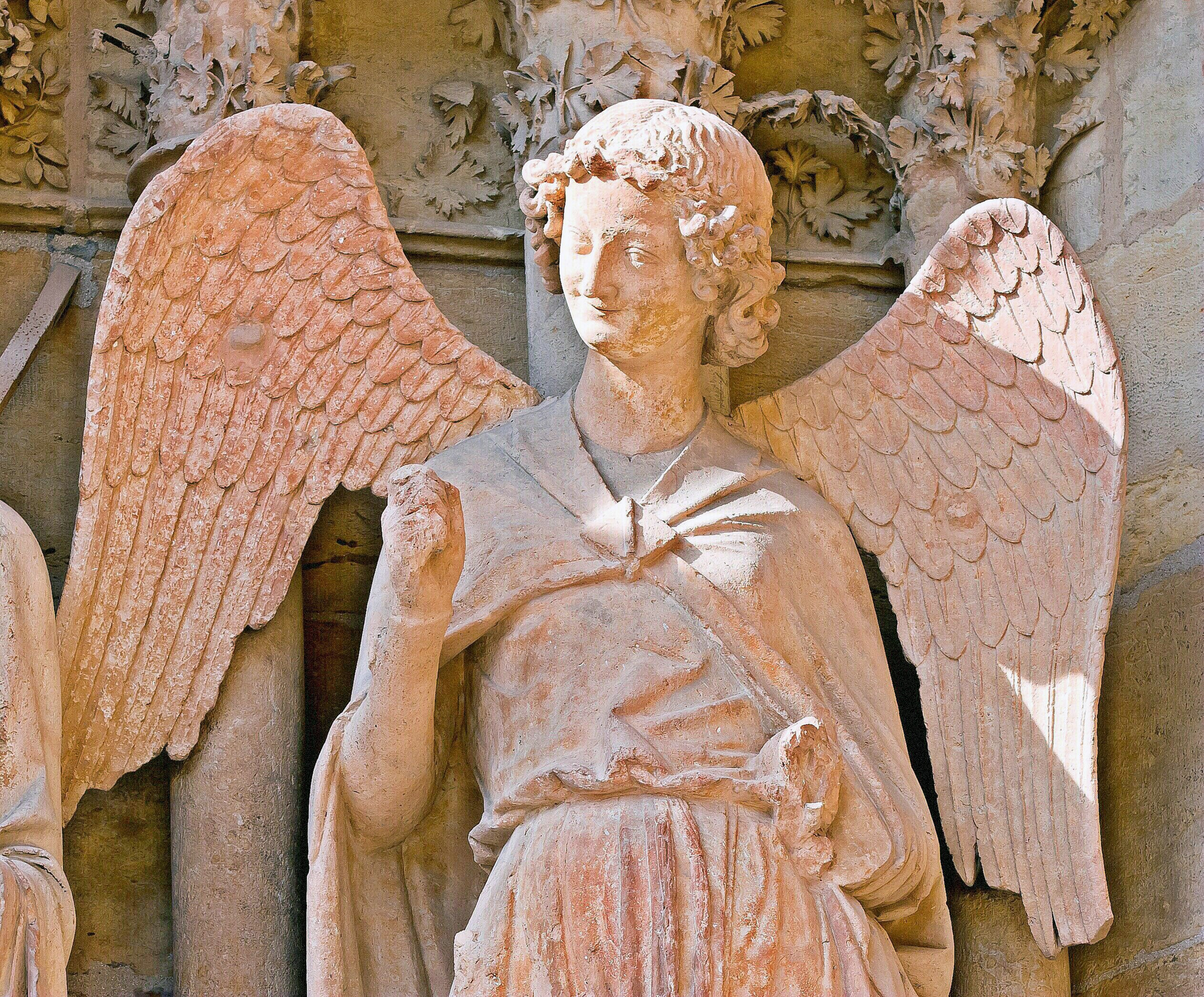
Реймс. «Улыбающийся ангел» (1236–45)
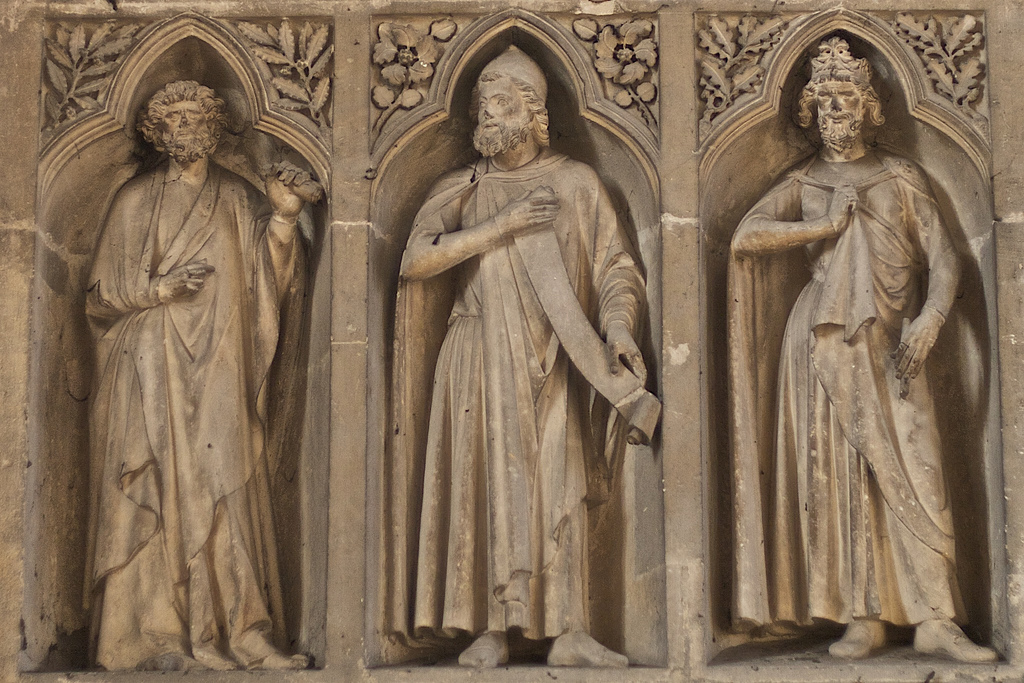
Реймс. Галерея королей
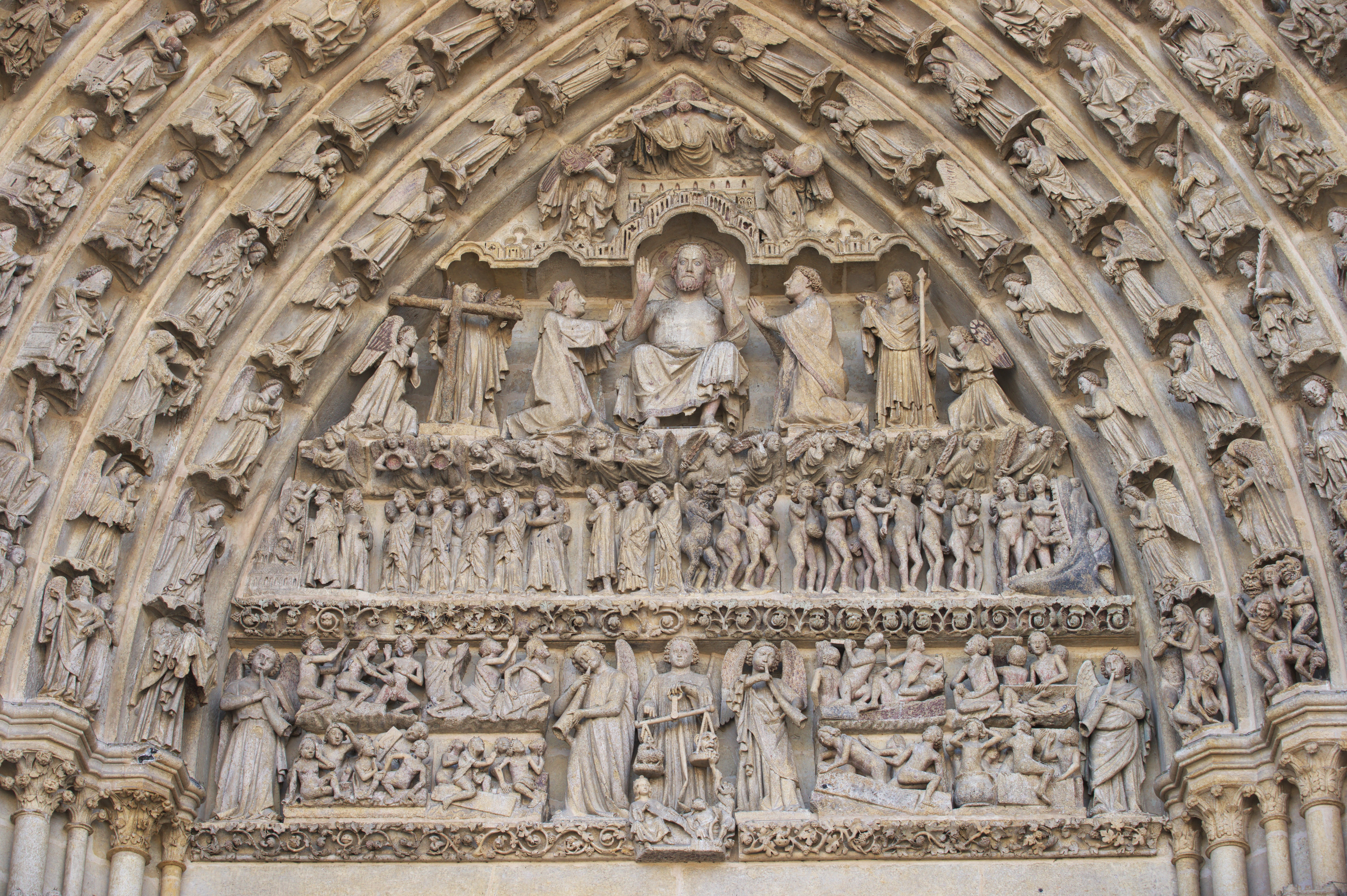
Амьен. Люнета центрального портала
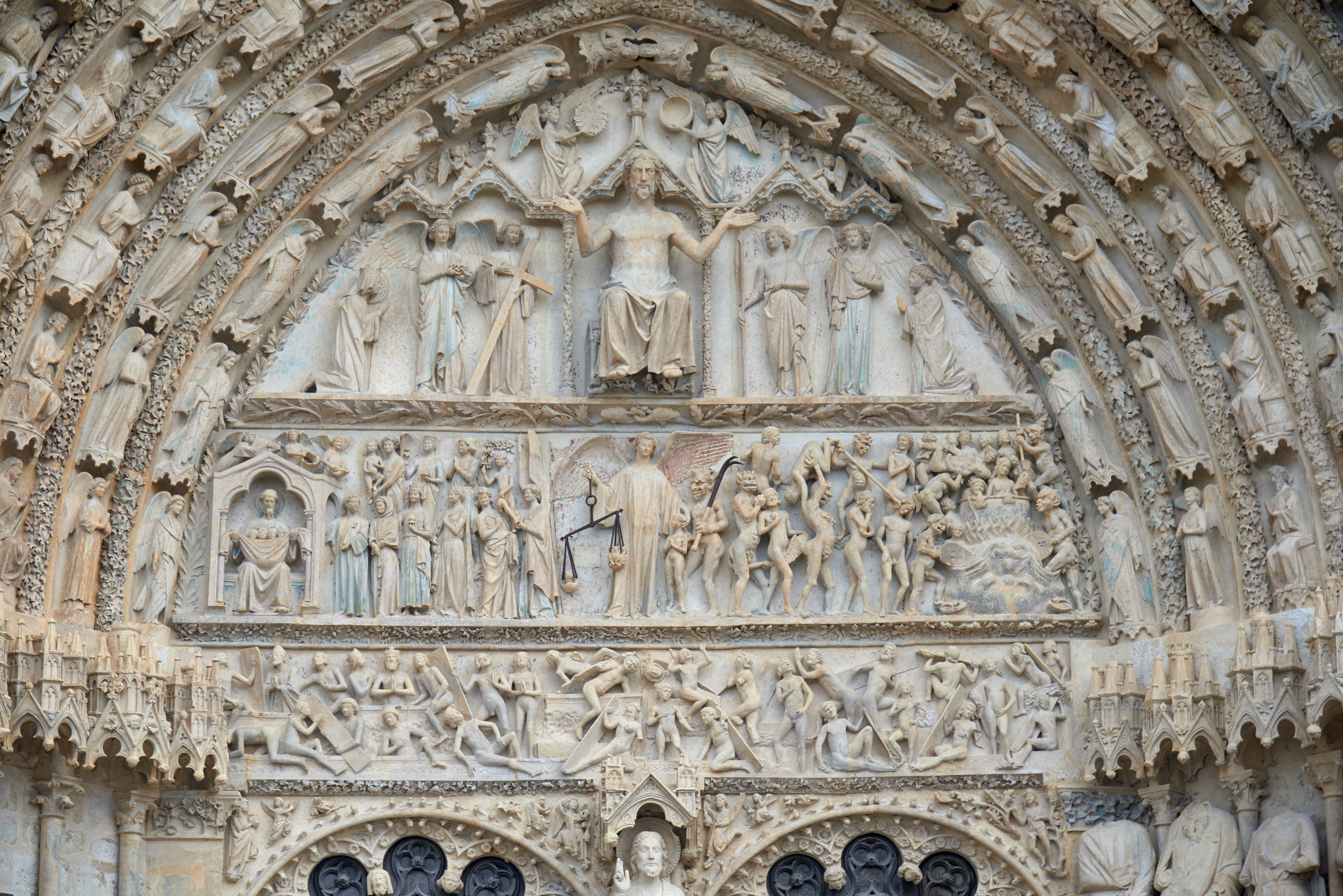
Бурж. Люнет портала
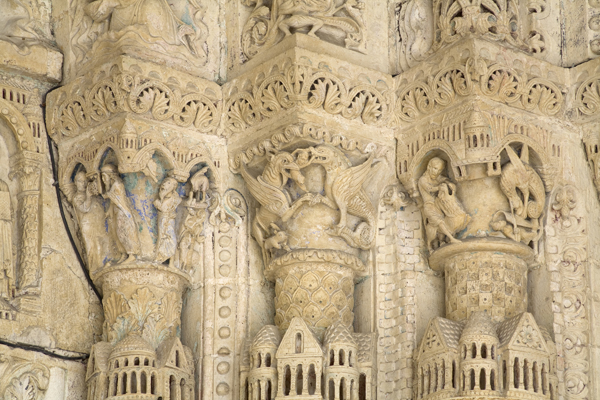
Бурж. Детали портала
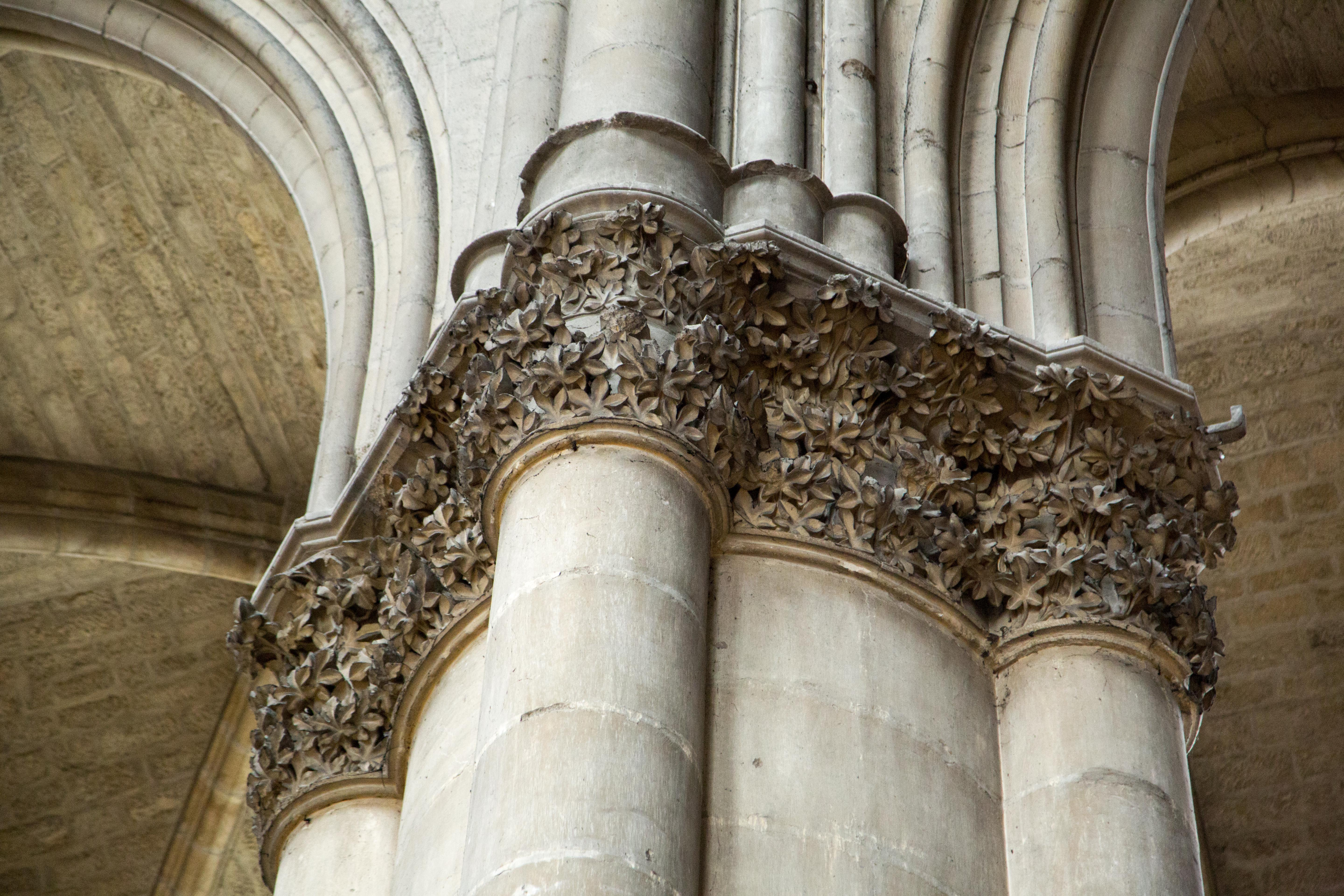
Реймс. Капитель в листьях конского каштана

### На английском языке
- Bony, Jean. French Gothic Architecture of the Twelfth and Thirteenth Centuries. — University of California Press, 1985. — ISBN 0-520-05586-1.
- Houvet, E. Chartres - Guide of the Cathedral. — Éditions Houvet, 2019. — ISBN 2-909575-65-9.
- Martindale, Andrew. Gothic Art. — Thames and Hudson, 1993. — ISBN 978-2-87811-058-6.
- Watkin, David. A History of Western Architecture. — Barrie and Jenkins, 1986. — ISBN 0-7126-1279-3.
- O'Reilly, Elizabeth Boyle. How France Built Her Cathedrals - A study in the Twelfth and Thirteenth Centuries. — Harper and Brothers, 1921.

### На французском языке
- Chastel, André. L'Art Français Pré-Moyen Âge Moyen Âge :  [фр.]. — Flammarion, 2000. — ISBN 2-08-012298-3.
- Ducher, Robert. Caractéristique des Styles :  [фр.]. — Flammarion, 2014. — ISBN 978-2-0813-4383-2.
- Mignon, Olivier. Architecture des Cathédrales Gothiques :  [фр.]. — Éditions Ouest-France, 2015. — ISBN 978-2-7373-6535-5.
- Christophe Renault, Christophe Lazé. Les Styles de l'architecture et du mobilier. — Gisserot, 2006. — ISBN 9-782877-474658.
- Wenzler, Claude. Cathédales Gothiques - un Défi Médiéval. — Rennes: Éditions Ouest-France, 2018. — ISBN 978-2-7373-7712-9.
- Le Guide du Patrimoine en France. — Éditions du Patrimoine, Centre des Monuments Nationaux, 2002. — ISBN 978-2-85822-760-0.